# Agavesläktet

Agavesläktet (Agave) är ett släkte med suckulenta växter i familjen sparrisväxter., med cirka 200 arter utbredda från södra USA till Västindien, Centralamerika och tropiska Sydamerika. Några få arter odlas som krukväxter i Sverige. 
De karaktäriseras av hög, förvedad stam och tjocka, taggiga, tuvade blad. Alla arterna har sina naturliga utbredningsområden i de varma trakterna i Amerika, till exempel Mexiko. 

## Användning
Många arter är populära krukväxter och används ofta som imponerande solitärer i sommarplanteringar och urnor.
En av de historiskt mest betydelsefulla naturfibrerna, sisal, som använts till rep, mattor m.m., kommer från sisalagave (Agave sisalana).
Tequila tillverkas av tequilaagave (A. tequilana).  Agave ingår med minst 51% i spritdrycken. "Tequila 100% de agave" är gjord på enbart agave som råvara.
Andra agave-arter används till spritdrycken mescal. Följande arter används som mescal-råvara:
- Agave (A. americana)
- Häckagave* (A. karwinskii)
- Magueyagave* (A. angustifolia)
- Mescalagave (A. parryi)
- Pulqueagave (A. atrovirens)
- Sapariagave* (A. inaequidens)
- Stor mescalagave* (A. longisepala)
- Tequilaagave (A. tequilana)
- Ölagave* (A. salmiana)

## Produktion
| Nr                                                                    | Område                 | Produktion (ton) | Andel (%) |
| --------------------------------------------------------------------- | ---------------------- | ---------------- | --------- |
| 1                                                                     | Colombia               | 13 922           | 36,47     |
| 2                                                                     | Mexiko                 | 6 028            | 15,79     |
| 3                                                                     | Nicaragua              | 5 629            | 14,75     |
| 4                                                                     | Ecuador                | 4 528            | 11,86     |
| 5                                                                     | Filippinerna           | 3 970            | 10,40     |
| 6                                                                     | Kuba                   | 2 248            | 5,89      |
| 7                                                                     | El Salvador            | 1 738            | 4,55      |
| 8                                                                     | Guatemala              | 110              | 0,29      |
|                                                                       | Total världsproduktion | 38 173           | 100,00    |
| Källa: FN:s livsmedels- och jordbruksorganisation:s data för år 2019. |                        |                  |           |

## Dottertaxa tillAgave, i alfabetisk ordning[1]
- Agave acicularis
- Agave acklinicola
- Agave ajoensis
- Agave aktites
- Agave albescens
- Agave albomarginata
- Agave albopilosa
- Agave americana
- Agave angustiarum
- Agave anomala
- Agave antillarum
- Agave applanata
- Agave arcedianoensis
- Agave arizonica
- Agave arubensis
- Agave asperrima
- Agave atrovirens
- Agave attenuata
- Agave aurea
- Agave avellanidens
- Agave bahamana
- Agave beauleriana
- Agave boldinghiana
- Agave boscii
- Agave bovicornuta
- Agave braceana
- Agave bracteosa
- Agave brevipetala
- Agave brevispina
- Agave brittoniana
- Agave cacozela
- Agave cajalbanensis
- Agave calodonta
- Agave cantala
- Agave capensis
- Agave caribaeicola
- Agave cerulata
- Agave chazaroi
- Agave chiapensis
- Agave chrysantha
- Agave chrysoglossa
- Agave cocui
- Agave collina
- Agave colorata
- Agave congesta
- Agave cundinamarcensis
- Agave cupreata
- Agave dasylirioides
- Agave datylio
- Agave decipiens
- Agave delamateri
- Agave de-meesteriana
- Agave deserti
- Agave difformis
- Agave durangensis
- Agave dussiana
- Agave eggersiana
- Agave ehrenbergii
- Agave ellemeetiana
- Agave ensifera
- Agave evadens
- Agave felgeri
- Agave filifera
- Agave flexispina
- Agave fortiflora
- Agave fourcroydes
- Agave funkiana
- Agave garciae-mendozae
- Agave gentryi
- Agave ghiesbreghtii
- Agave gigantensis
- Agave gilbertii
- Agave glomeruliflora
- Agave gracilipes
- Agave grisea
- Agave guadalajarana
- Agave guiengola
- Agave gypsophila
- Agave harrisii
- Agave havardiana
- Agave hiemiflora
- Agave hookeri
- Agave horrida
- Agave hurteri
- Agave impressa
- Agave inaequidens
- Agave inaguensis
- Agave indagatorum
- Agave intermixta
- Agave isthmensis
- Agave jaiboli
- Agave jarucoensis
- Agave karatto
- Agave karwinskii
- Agave kerchovei
- Agave kewensis
- Agave lagunae
- Agave lechuguilla
- Agave longipes
- Agave macroacantha
- Agave mapisaga
- Agave margaritae
- Agave marmorata
- Agave maximiliana
- Agave mckelveyana
- Agave microceps
- Agave millspaughii
- Agave minor
- Agave missionum
- Agave mitis
- Agave montana
- Agave montium-sancticaroli
- Agave moranii
- Agave multifilifera
- Agave murpheyi
- Agave nashii
- Agave nayaritensis
- Agave neglecta
- Agave nickelsii
- Agave nizandensis
- Agave nussaviorum
- Agave obscura
- Agave ocahui
- Agave ornithobroma
- Agave oroensis
- Agave ortgiesiana
- Agave ovatifolia
- Agave pachycentra
- Agave palmeri
- Agave papyrocarpa
- Agave parrasana
- Agave parryi
- Agave parvidentata
- Agave parviflora
- Agave peacockii
- Agave pelona
- Agave pendula
- Agave petiolata
- Agave petrophila
- Agave phillipsiana
- Agave polianthiflora
- Agave polyacantha
- Agave potatorum
- Agave potreriana
- Agave promontorii
- Agave pumila
- Agave rhodacantha
- Agave rovelliana
- Agave rutteniae
- Agave rzedowskiana
- Agave salmiana
- Agave scaposa
- Agave schidigera
- Agave schneideriana
- Agave schottii
- Agave sebastiana
- Agave seemanniana
- Agave shaferi
- Agave shawii
- Agave shrevei
- Agave sisalana
- Agave sobolifera
- Agave sobria
- Agave spicata
- Agave striata
- Agave stricta
- Agave stringens
- Agave subsimplex
- Agave tecta
- Agave tenuifolia
- Agave tequilana
- Agave thomasiae
- Agave titanota
- Agave toumeyana
- Agave triangularis
- Agave tubulata
- Agave underwoodii
- Agave univittata
- Agave utahensis
- Agave valenciana
- Agave wallisii
- Agave warelliana
- Agave vazquezgarciae
- Agave weberi
- Agave vera-cruz
- Agave wercklei
- Agave vicina
- Agave victoriae-reginae
- Agave wildingii
- Agave vilmoriniana
- Agave vivipara
- Agave vizcainoensis
- Agave wocomahi
- Agave xylonacantha
- Agave zebra

## Bildgalleri

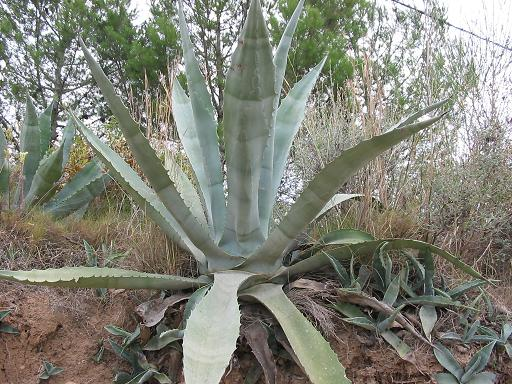
Agave americana
Mall:Tysp
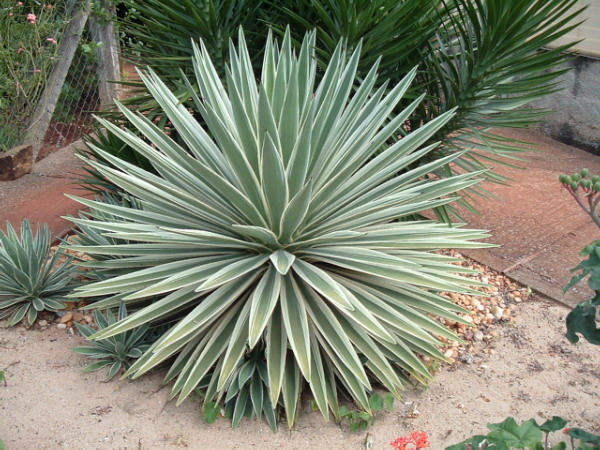
Agave angustifolia
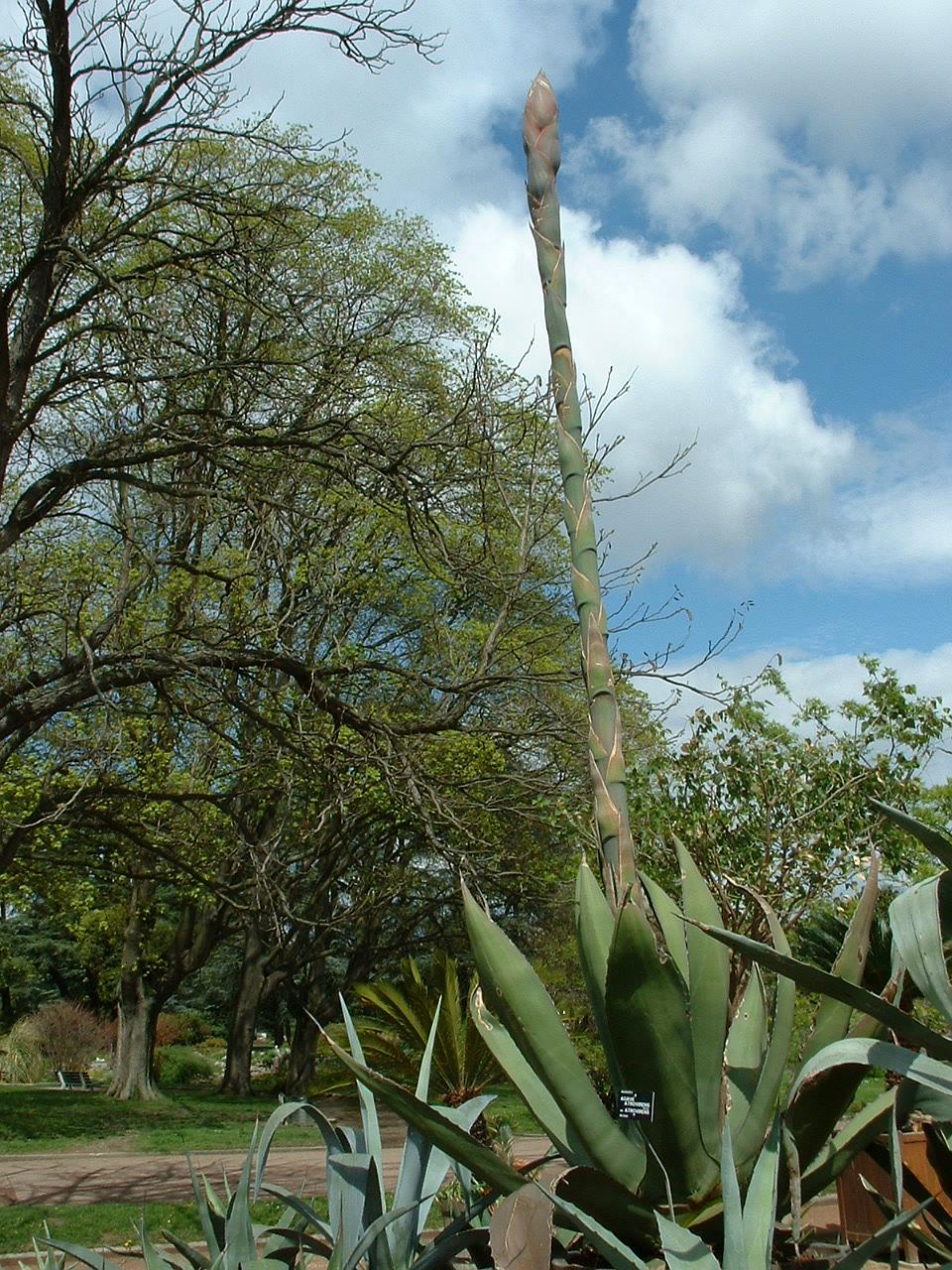
Agave atrovirens
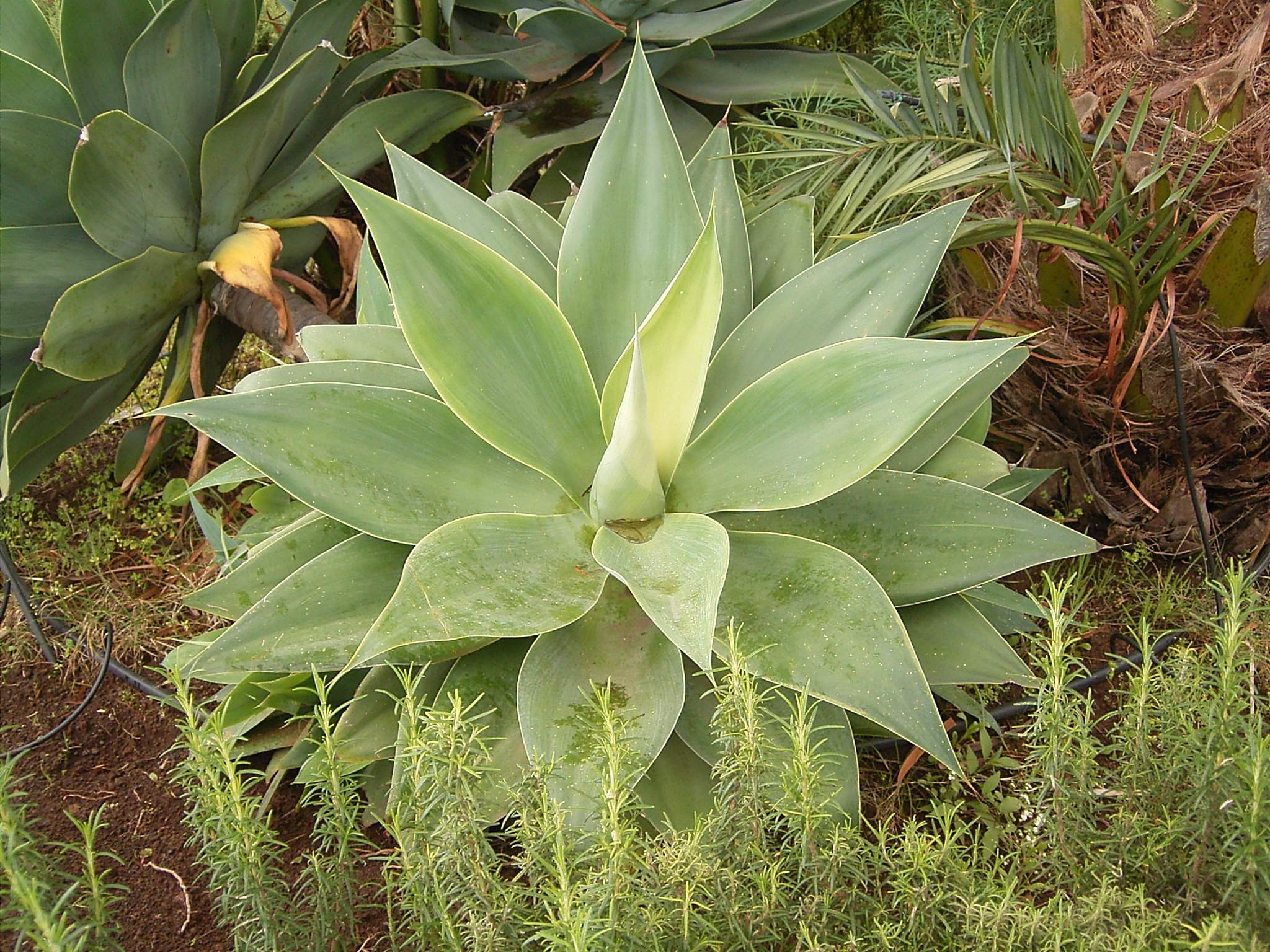
Agave attenuata
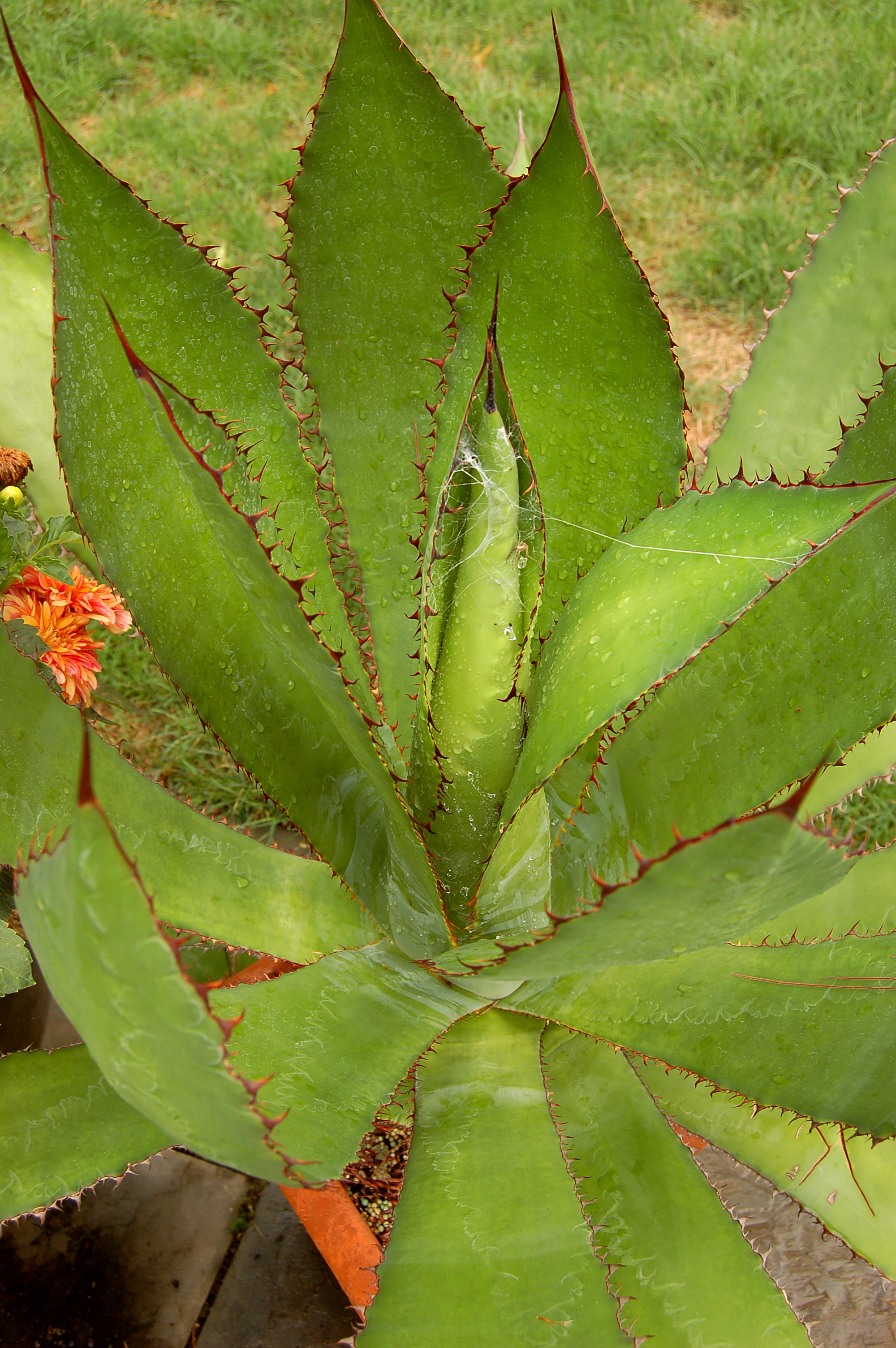
Agave bovicornuta
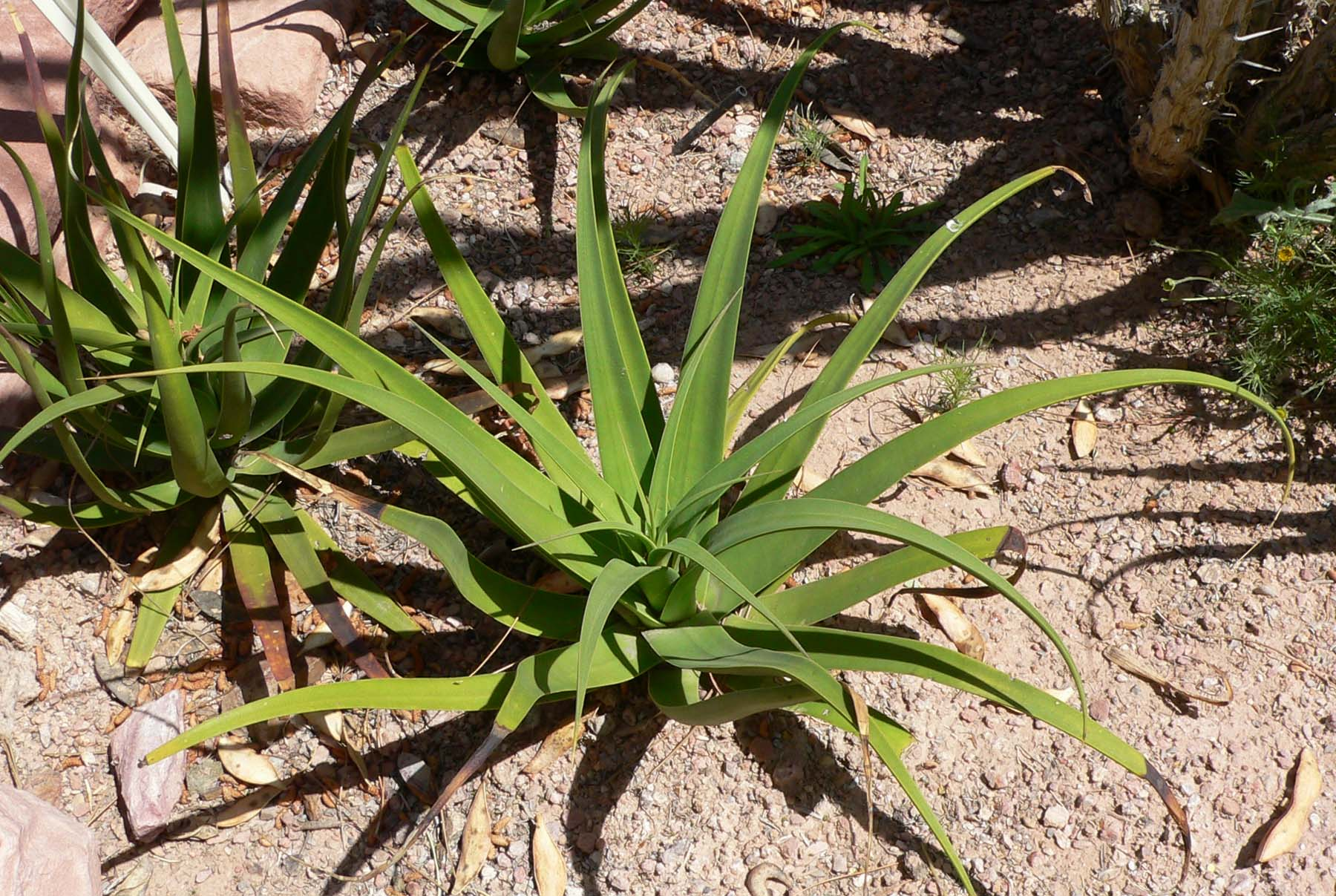
Agave bracteosa
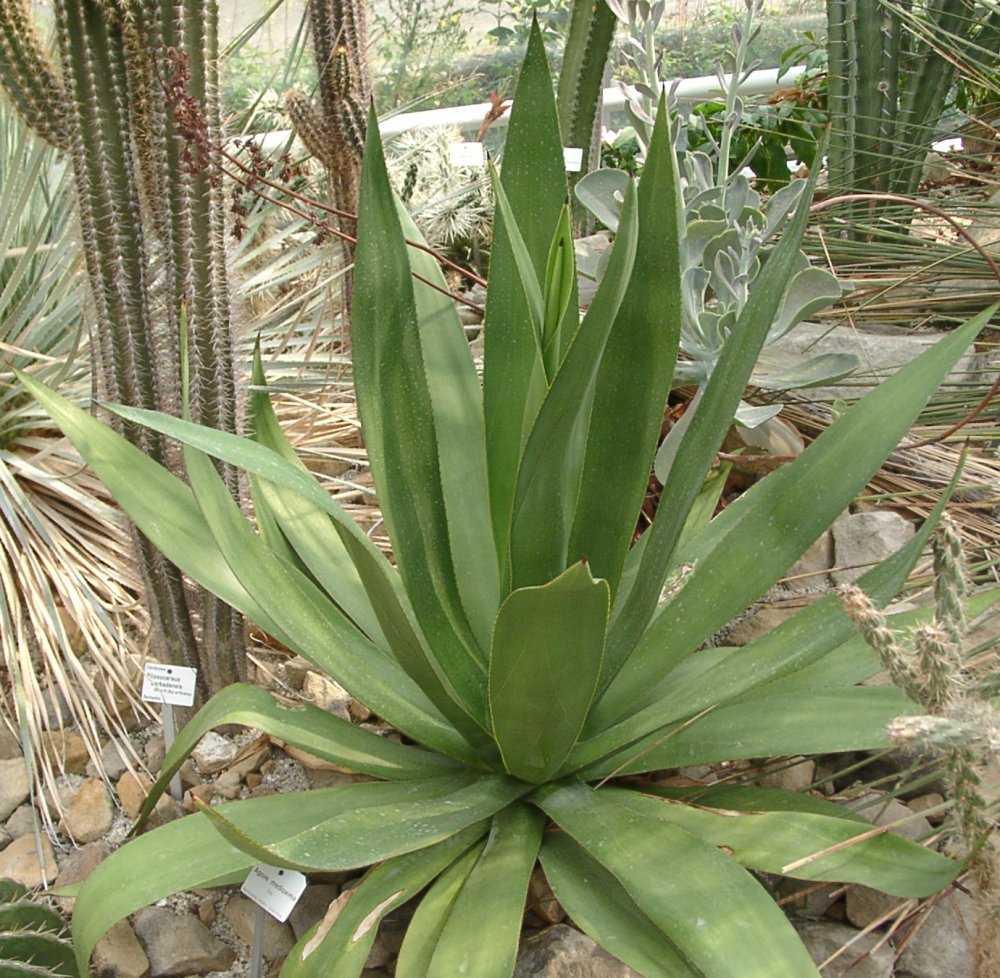
Agave caribaeicola
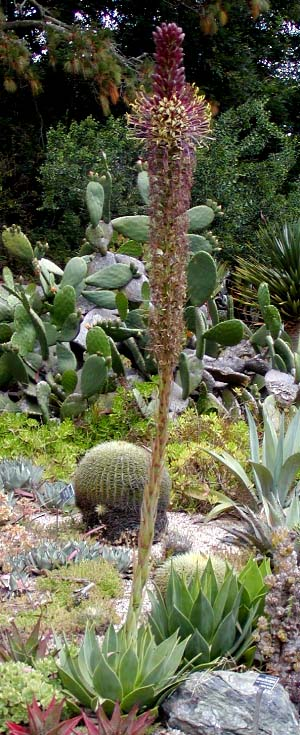
Agave chiapensis
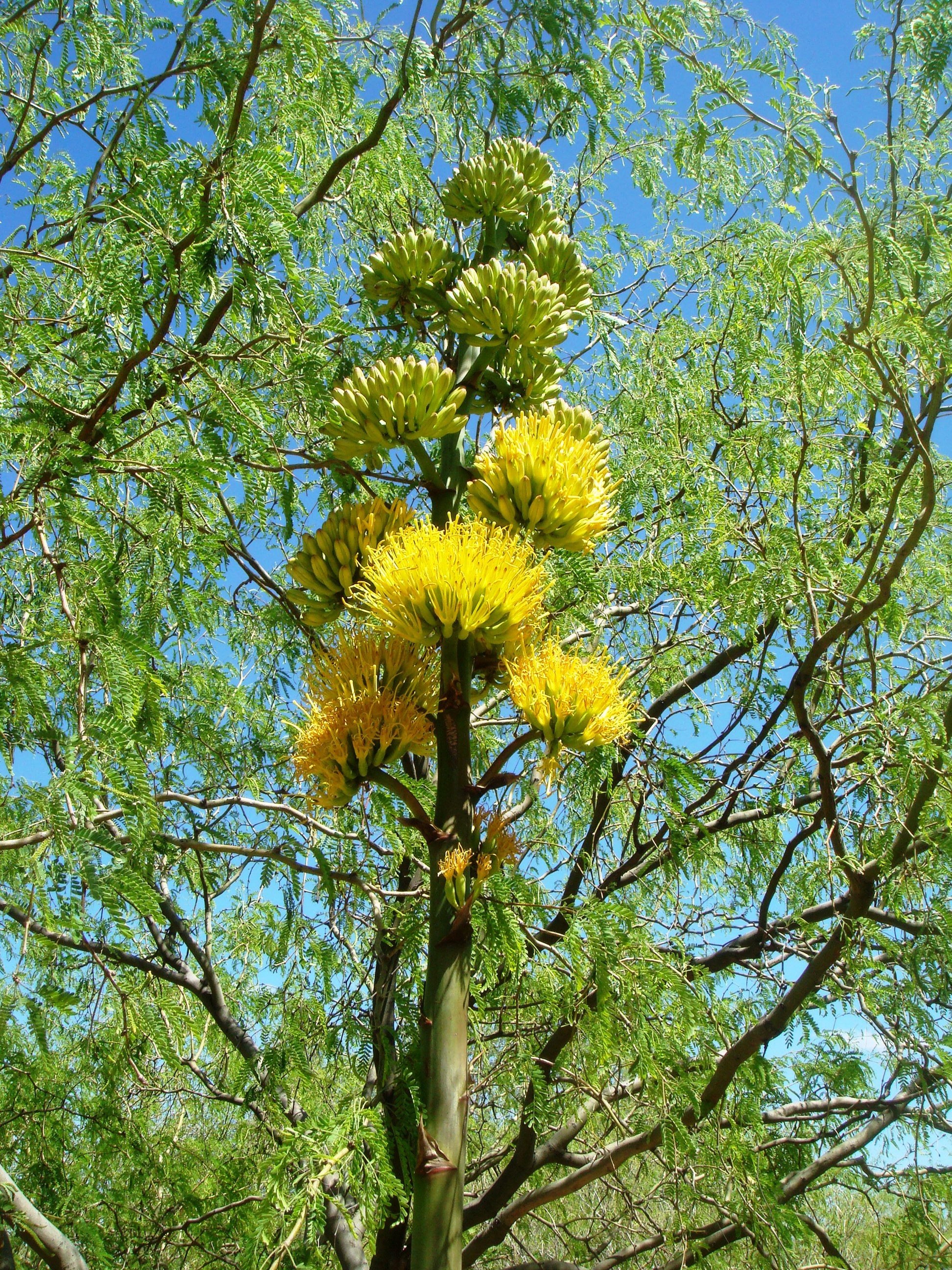
Agave chrysantha
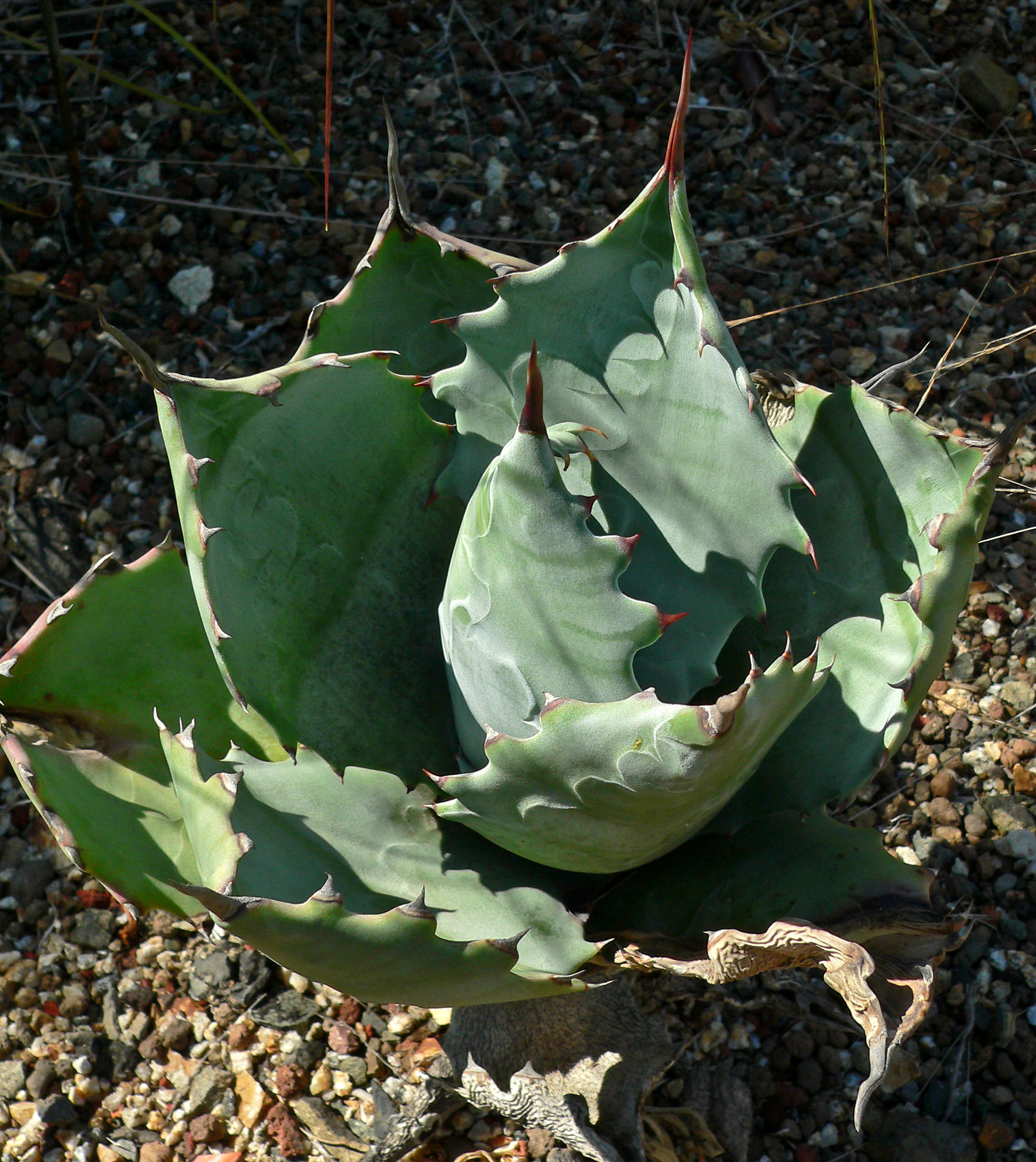
Agave colorata
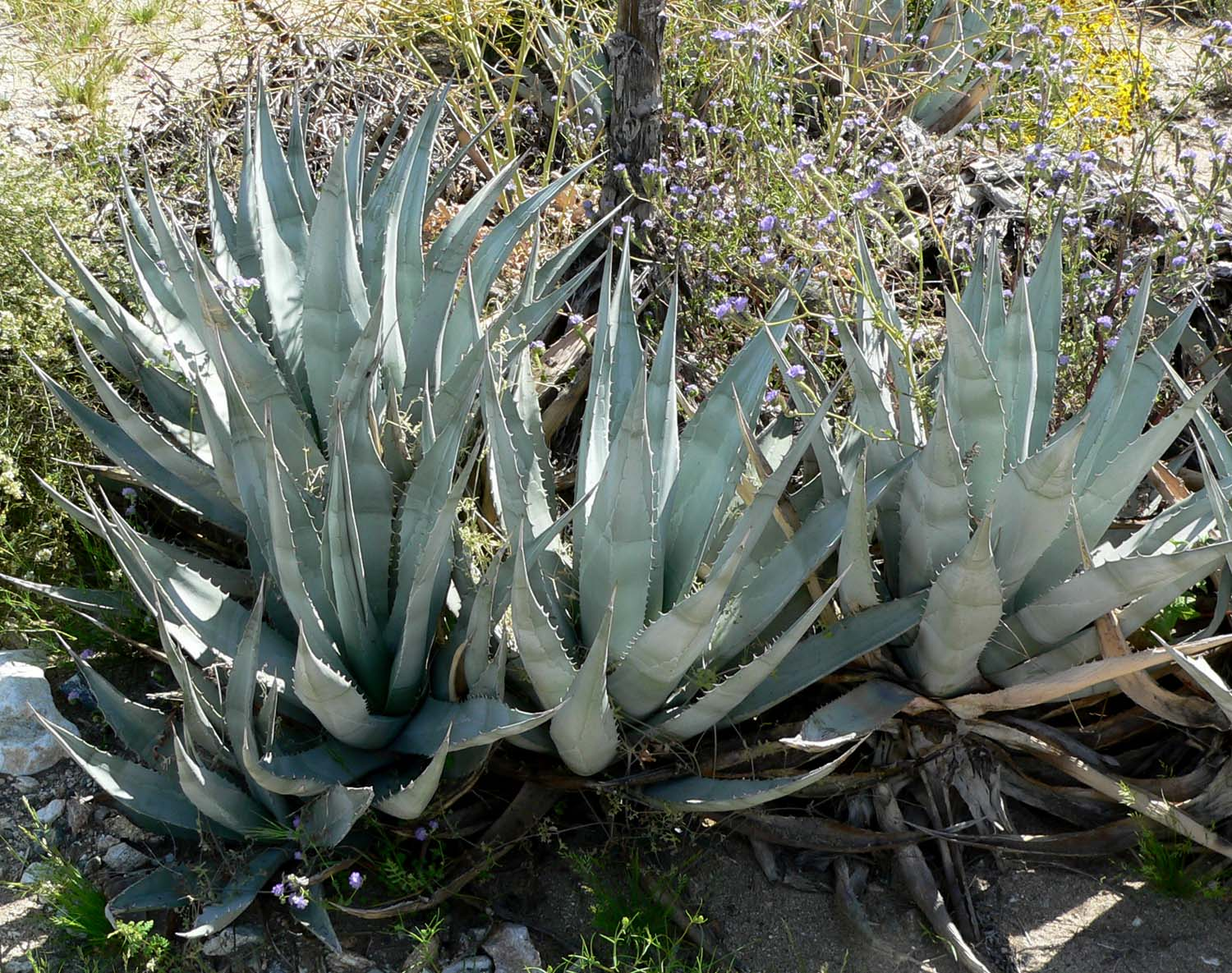
Agave deserti
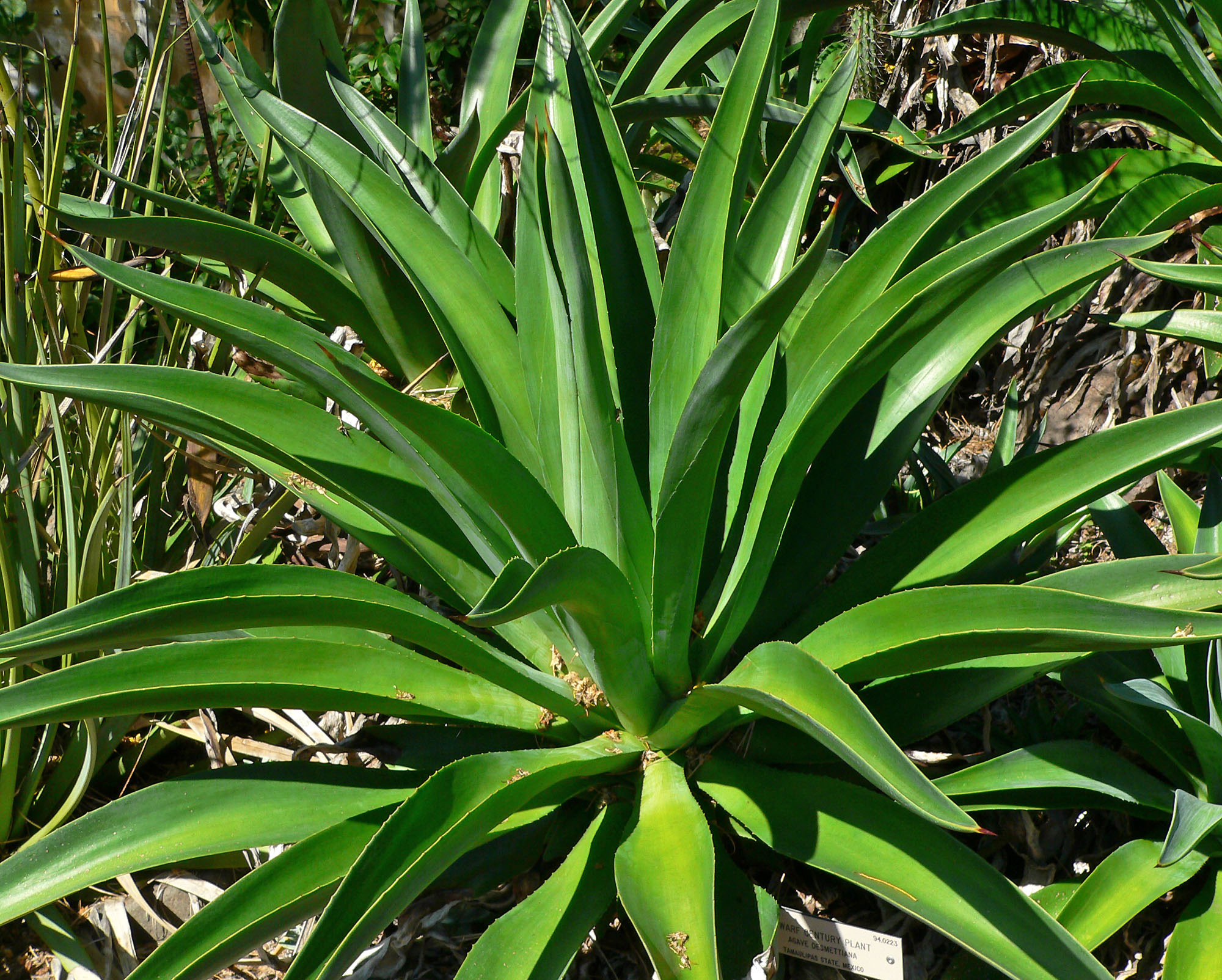
Agave desmettiana
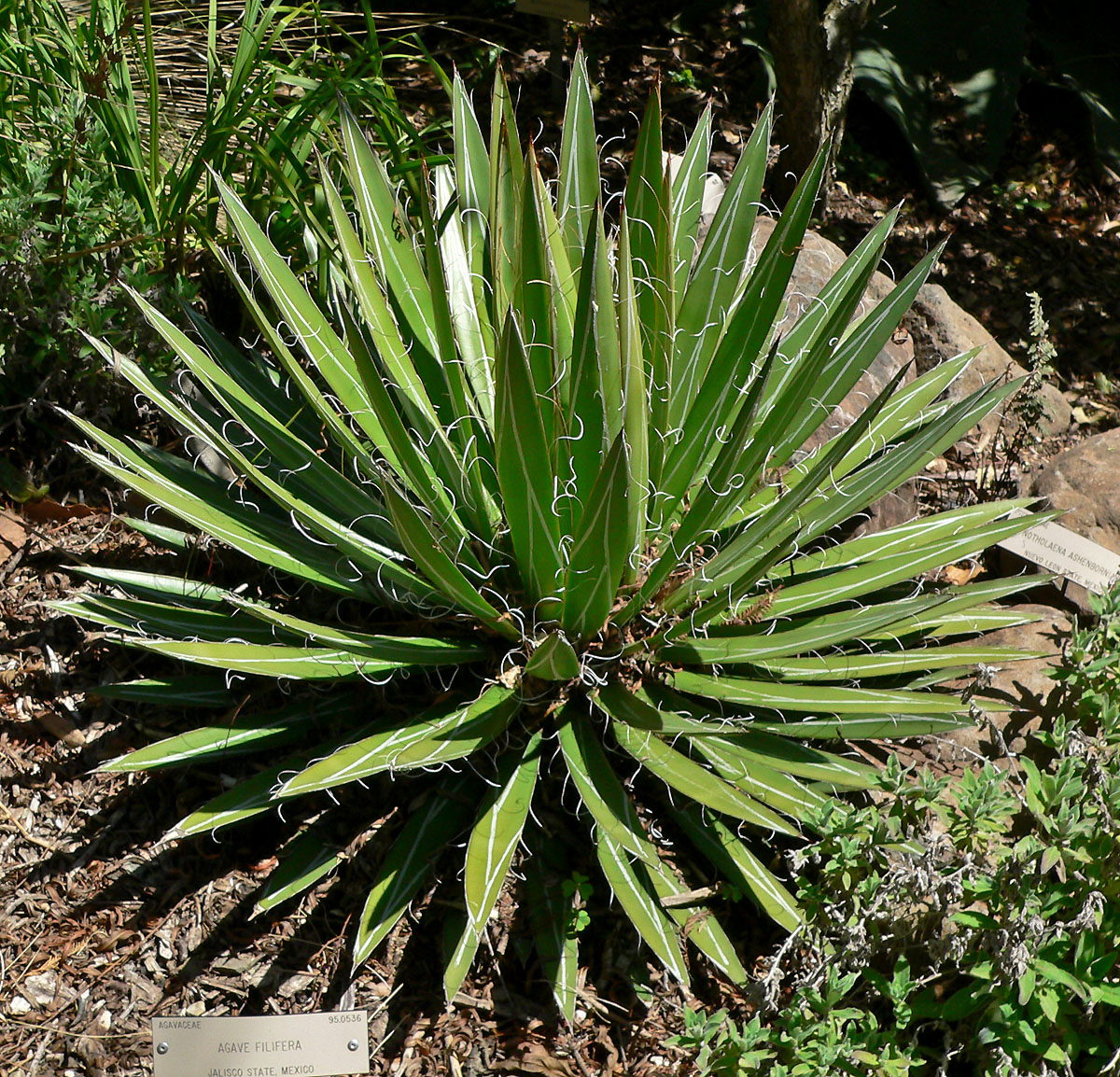
Agave filifera
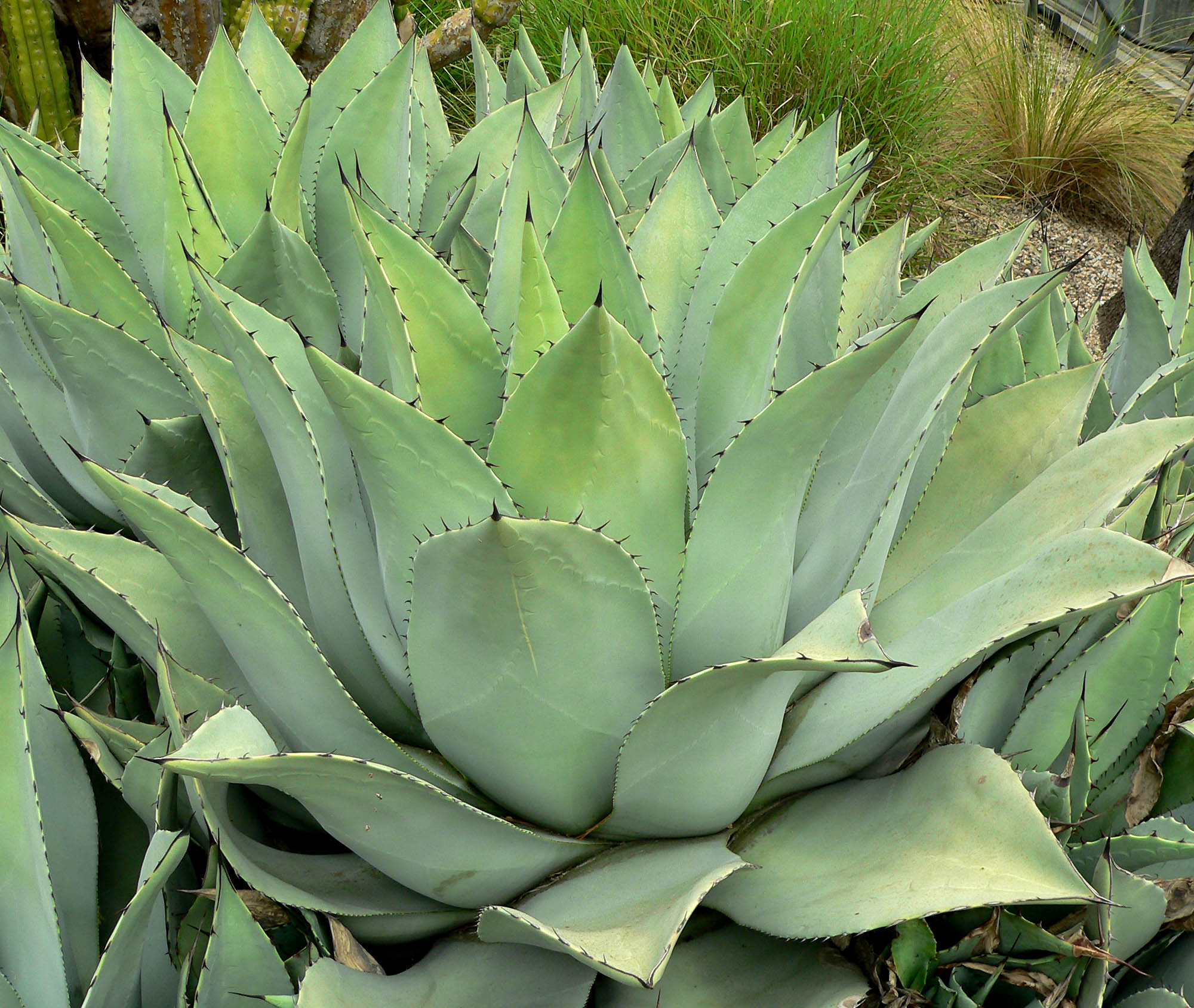
Agave flexispina
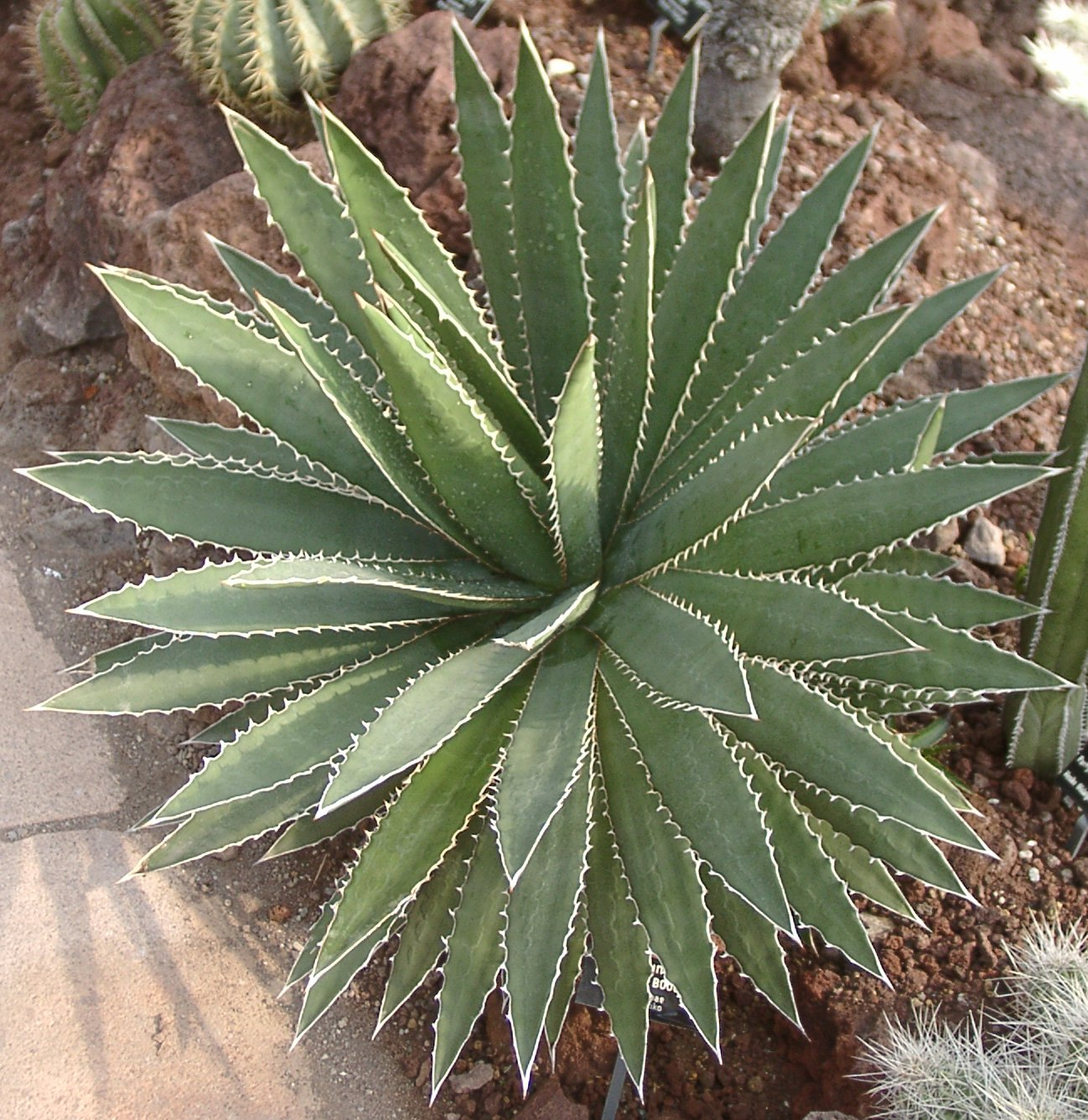
Agave funkiana
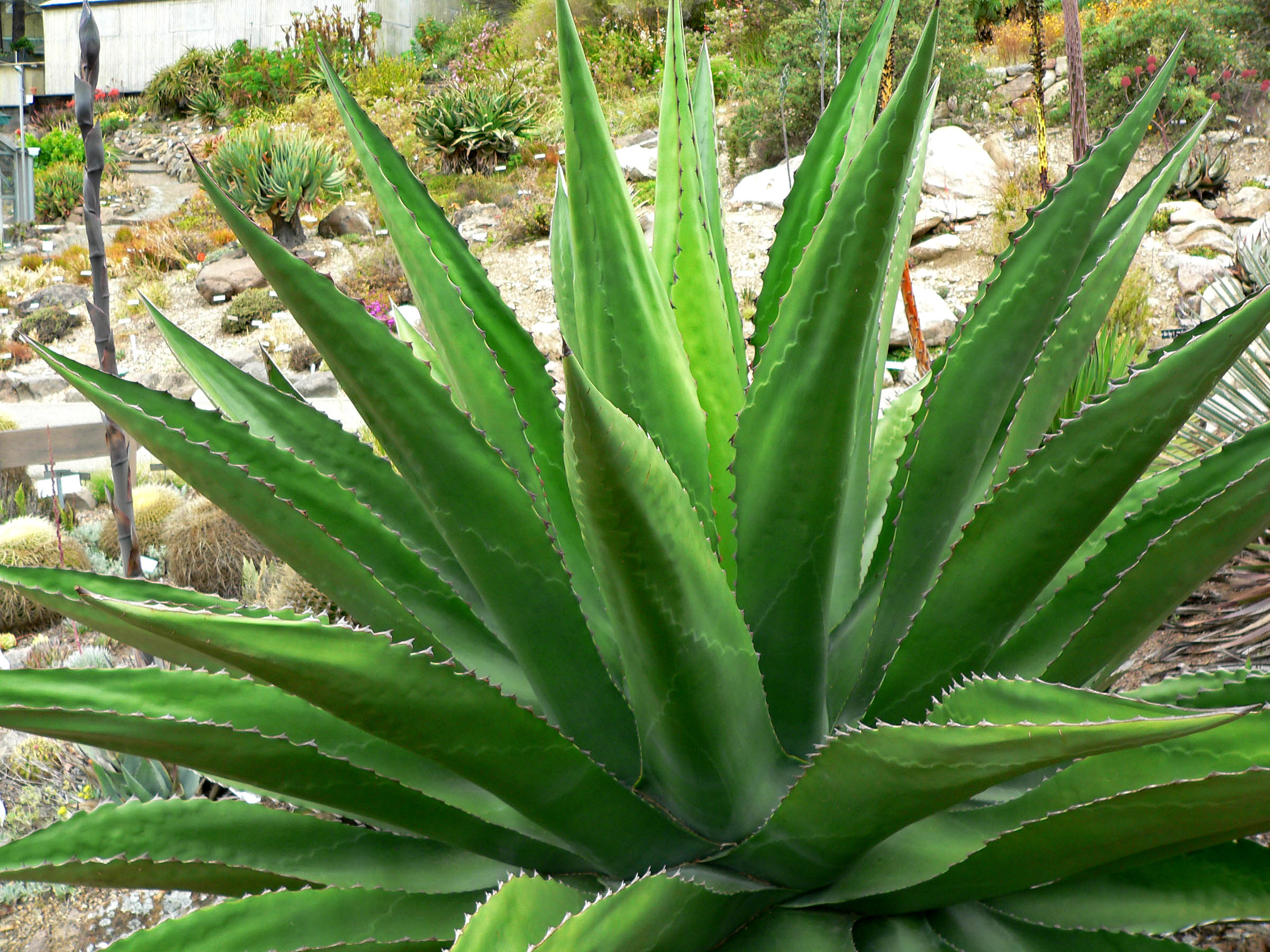
Agave gentryi
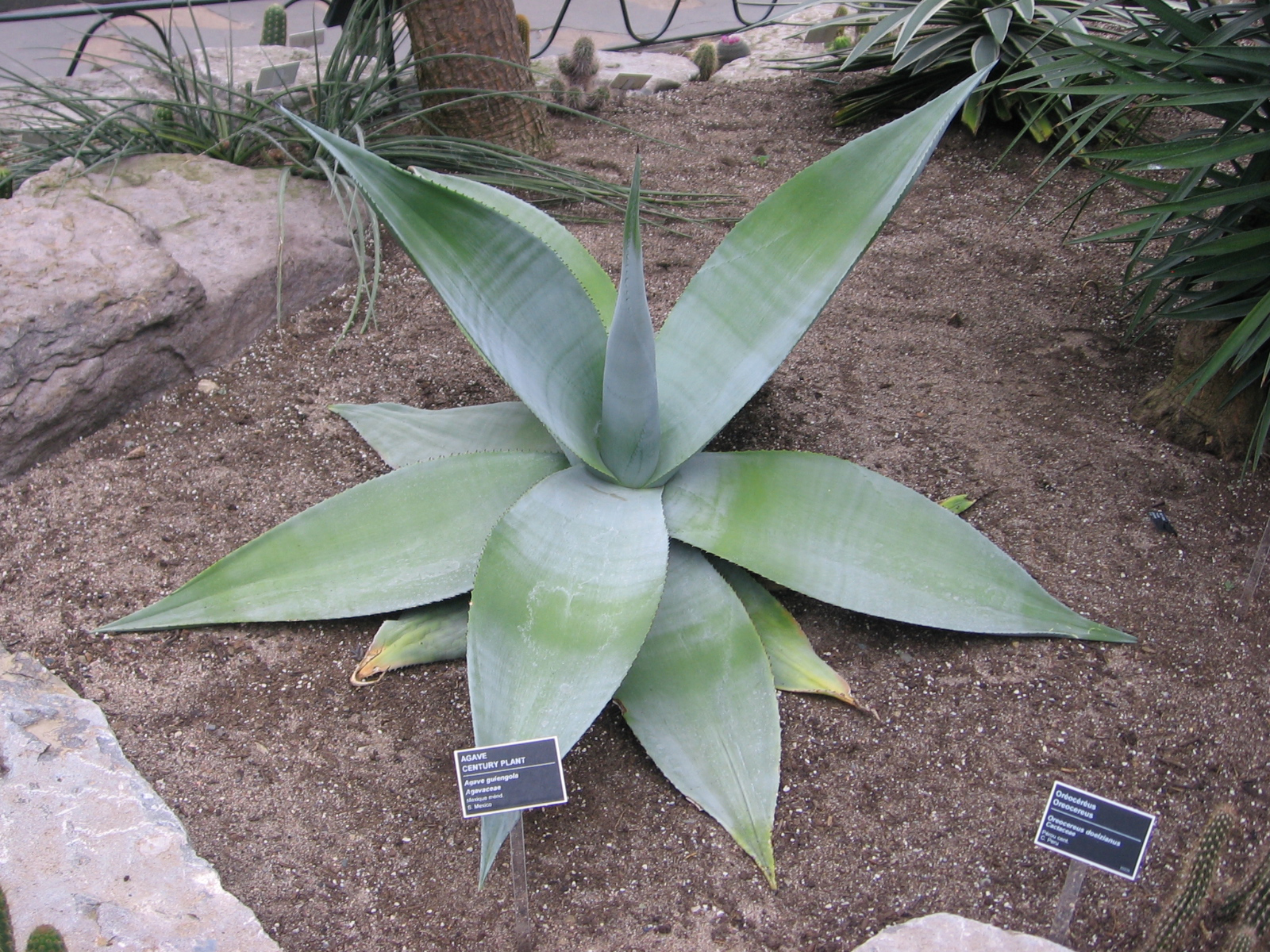
Agave guiengola
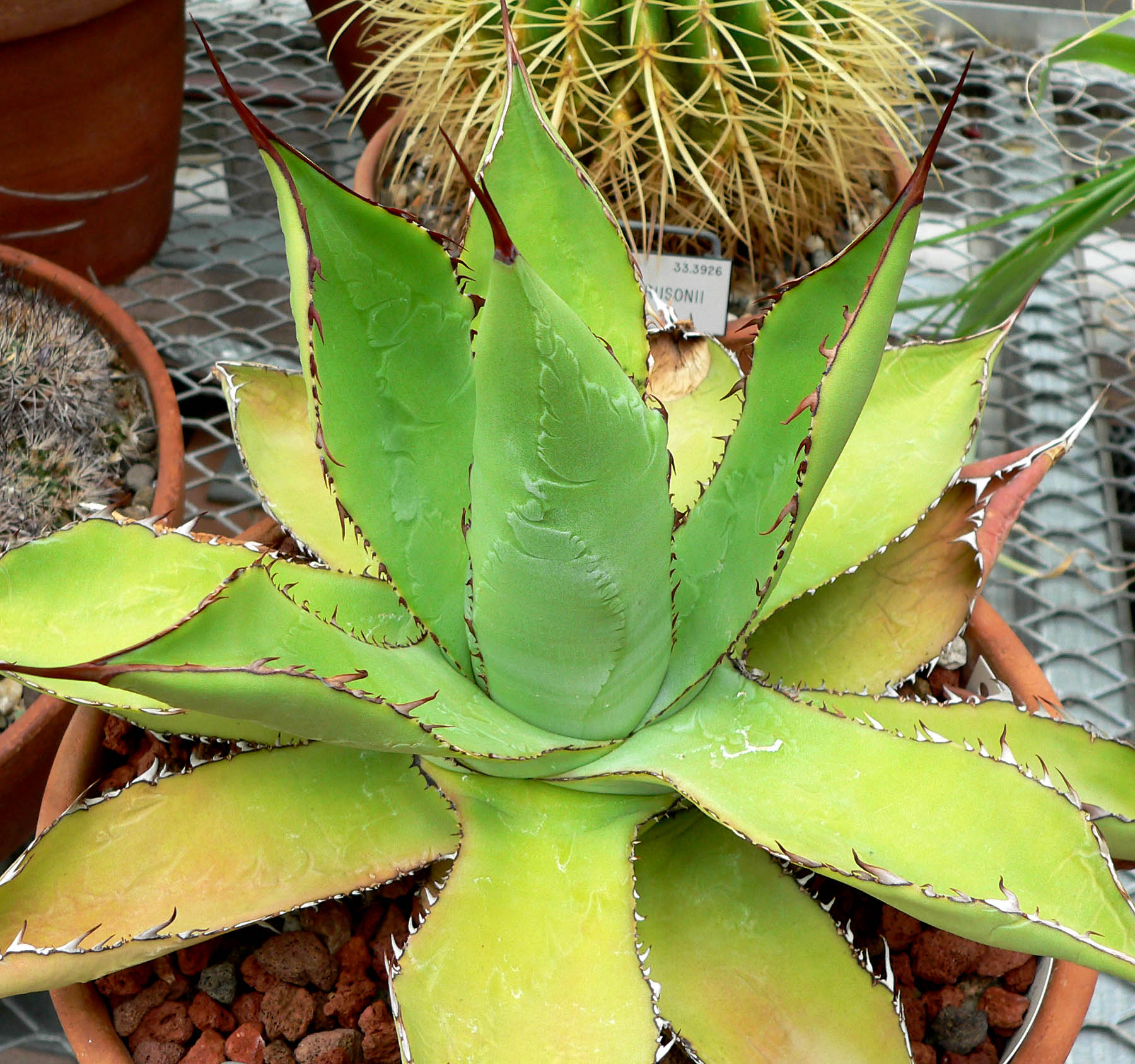
Agave guadalajarana
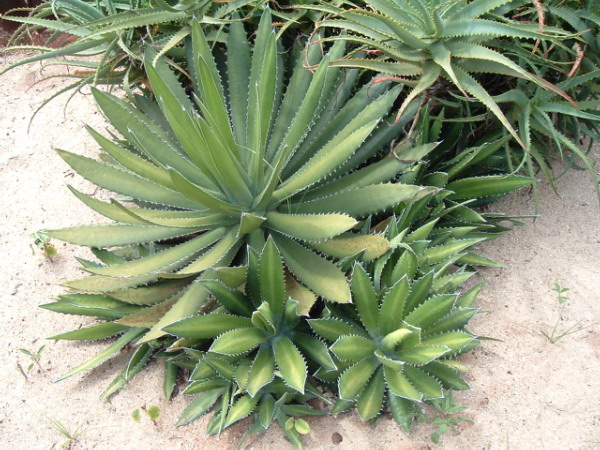
Agave horrida
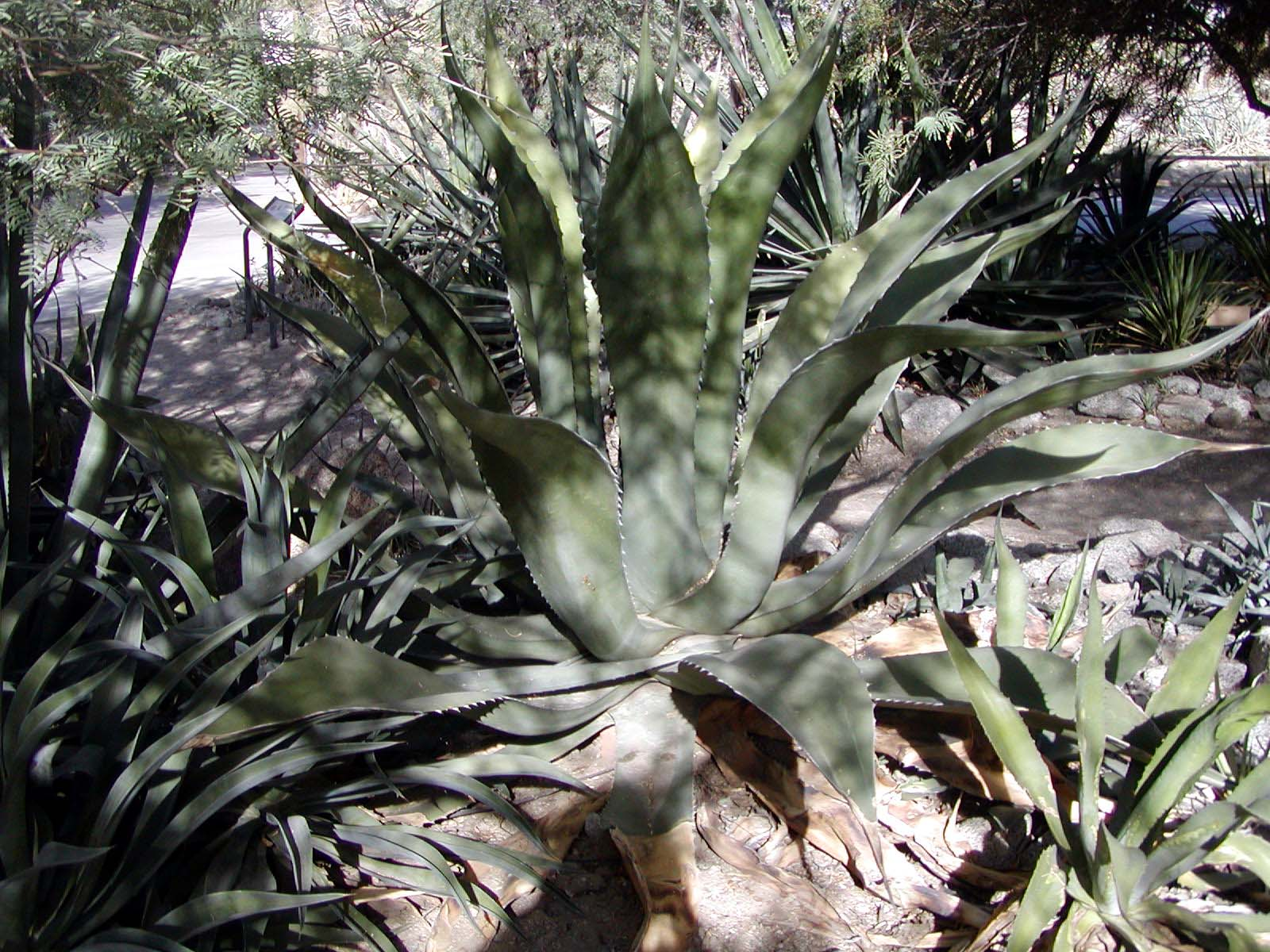
Agave inaequidens
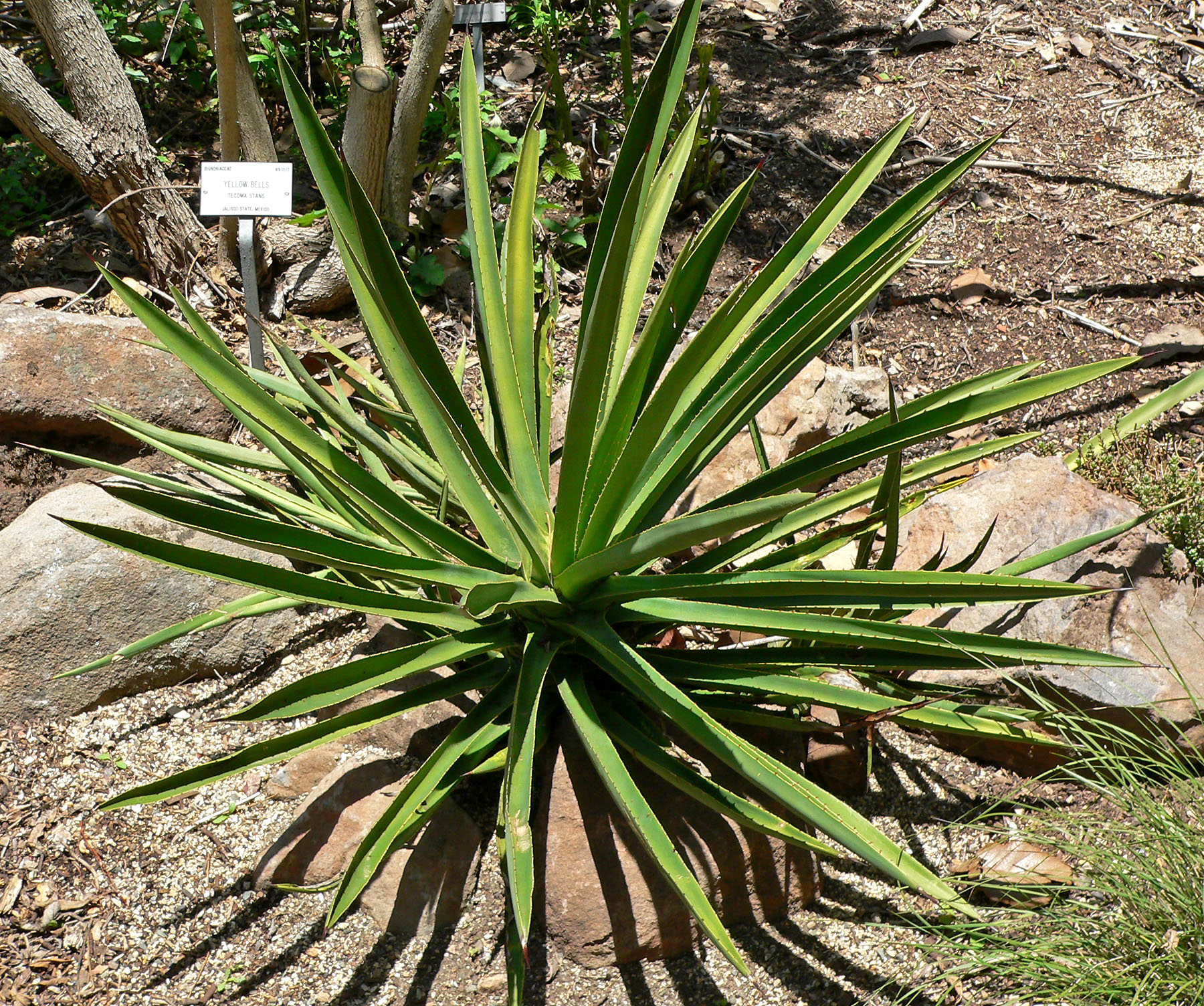
Agave karwinskii
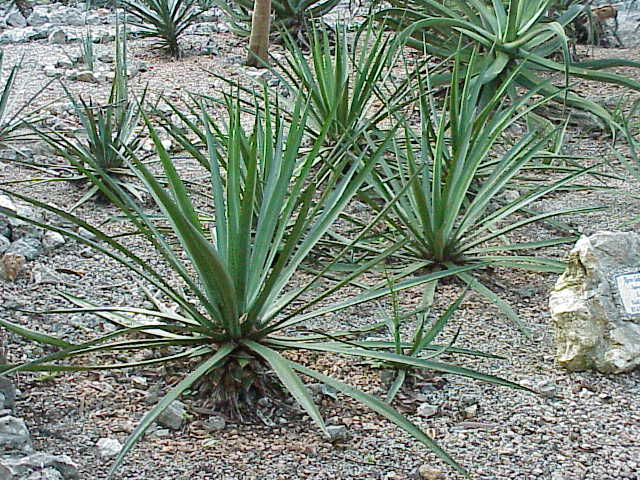
Agave lechuguilla
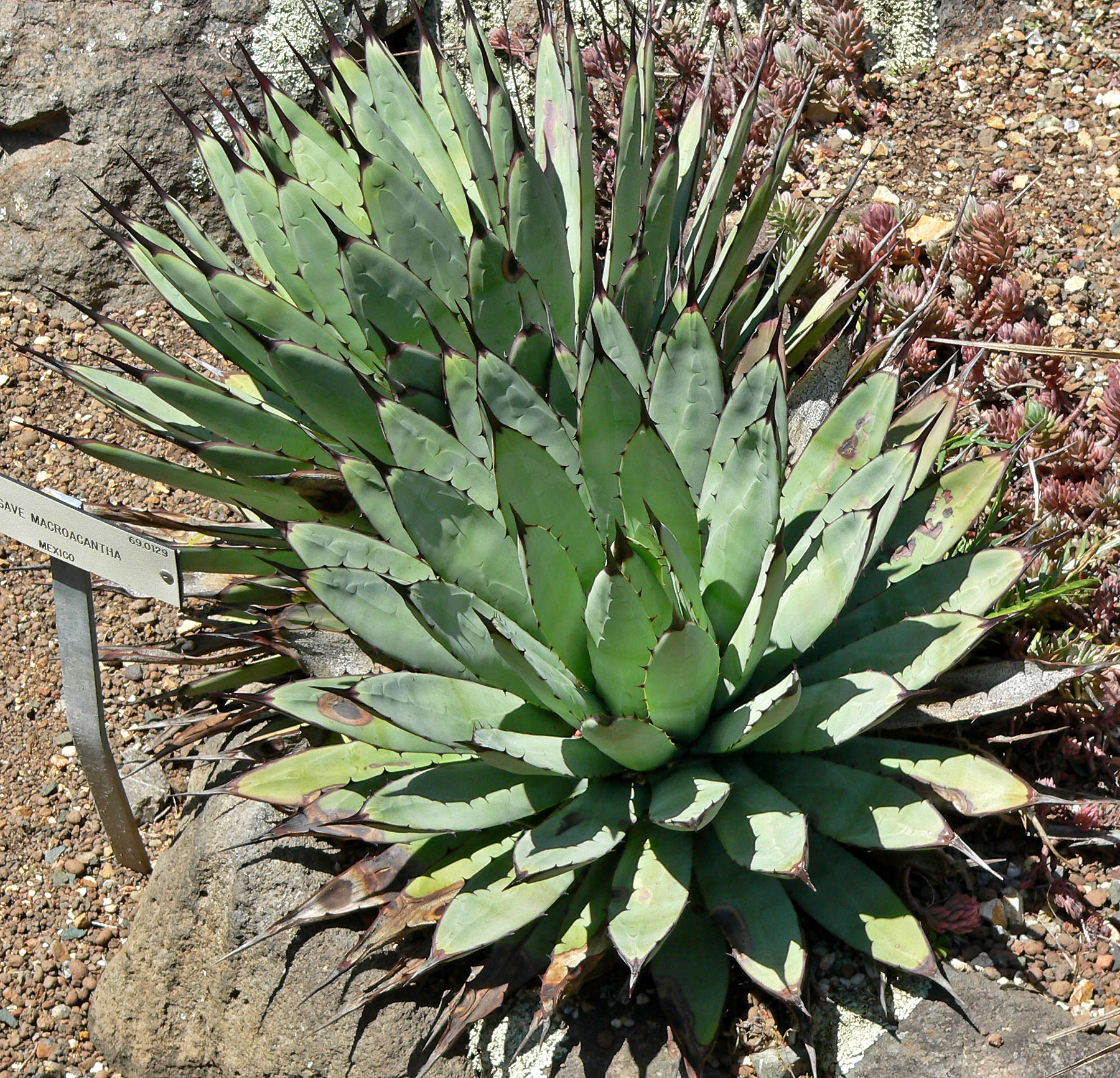
Agave macroacantha
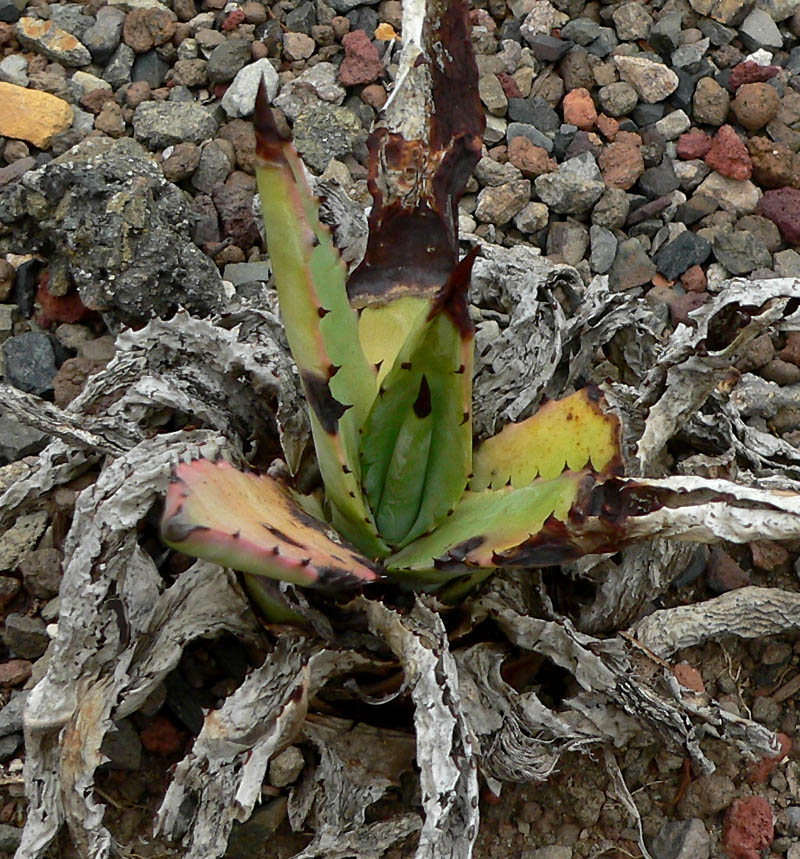
Agave mckelveyana
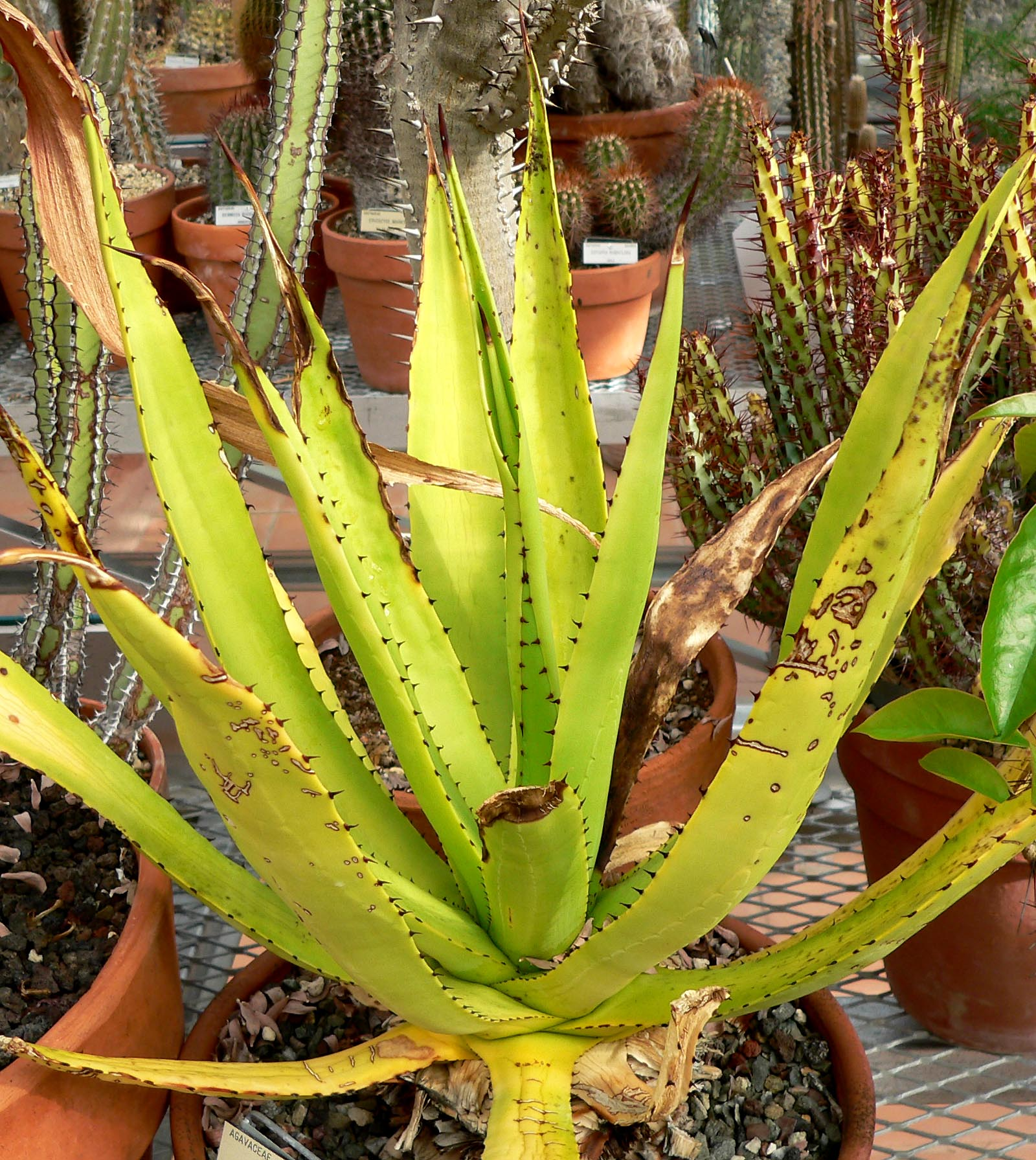
Agave missionum
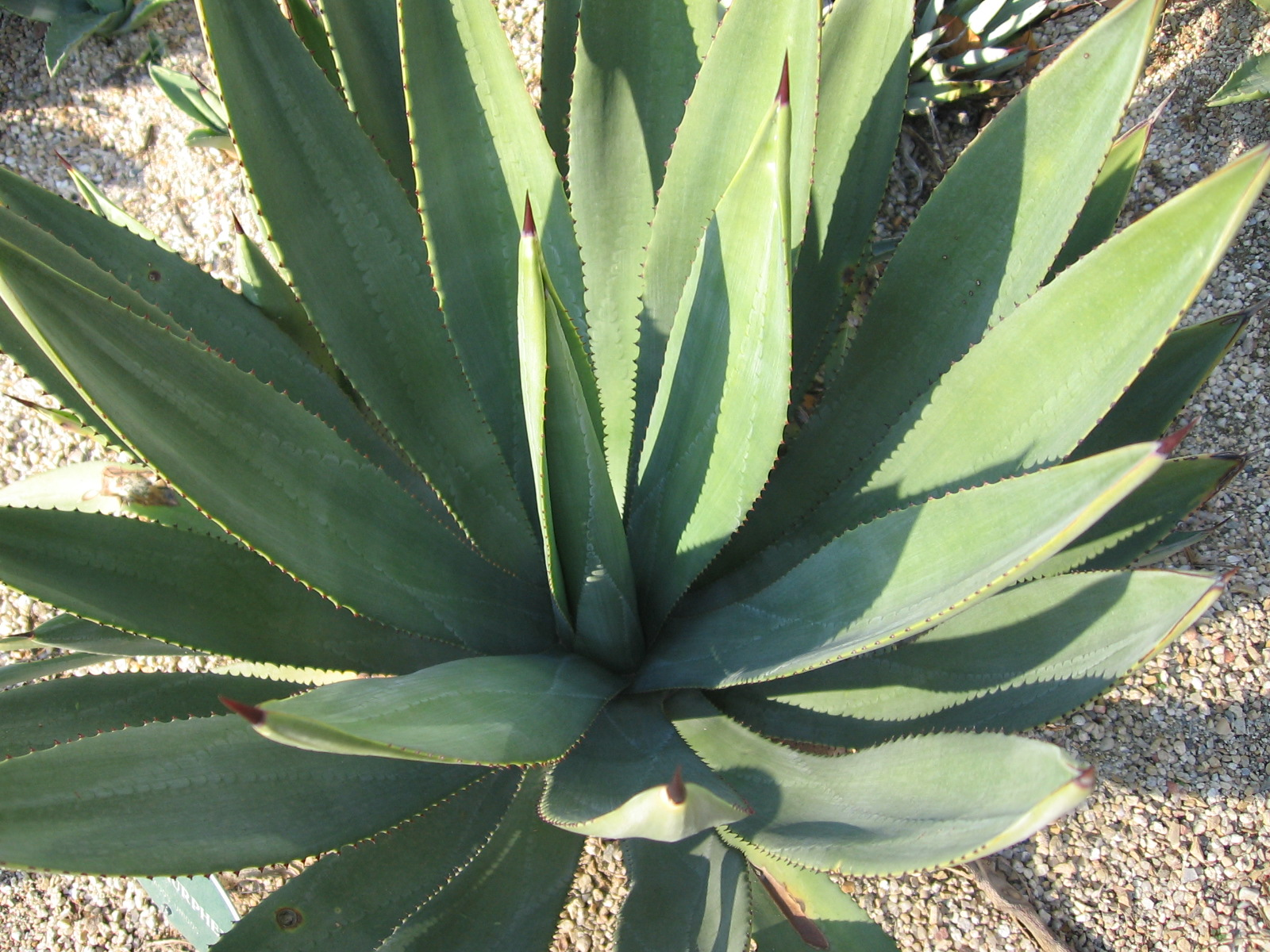
Agave murpheyi
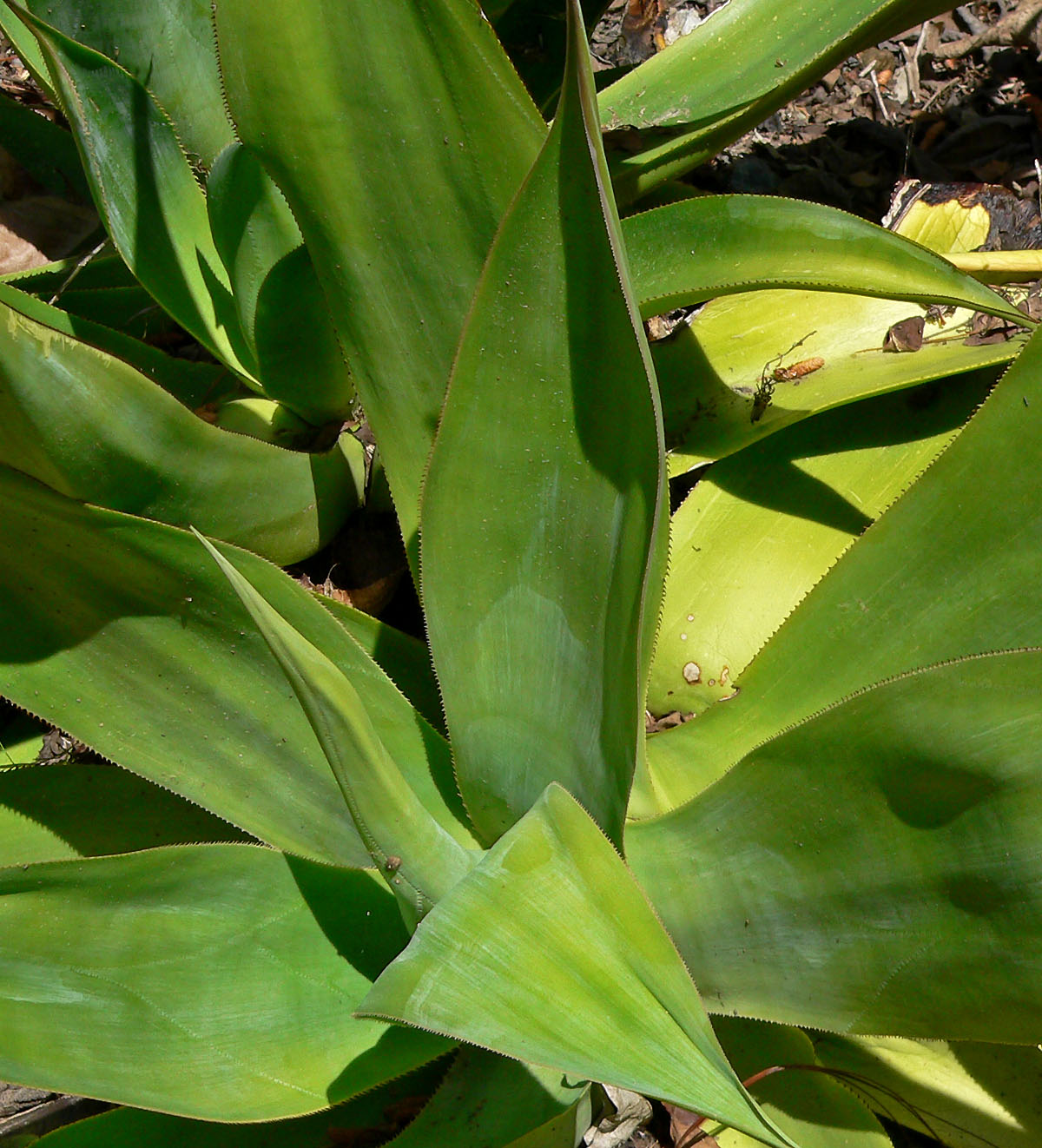
Agave obscura
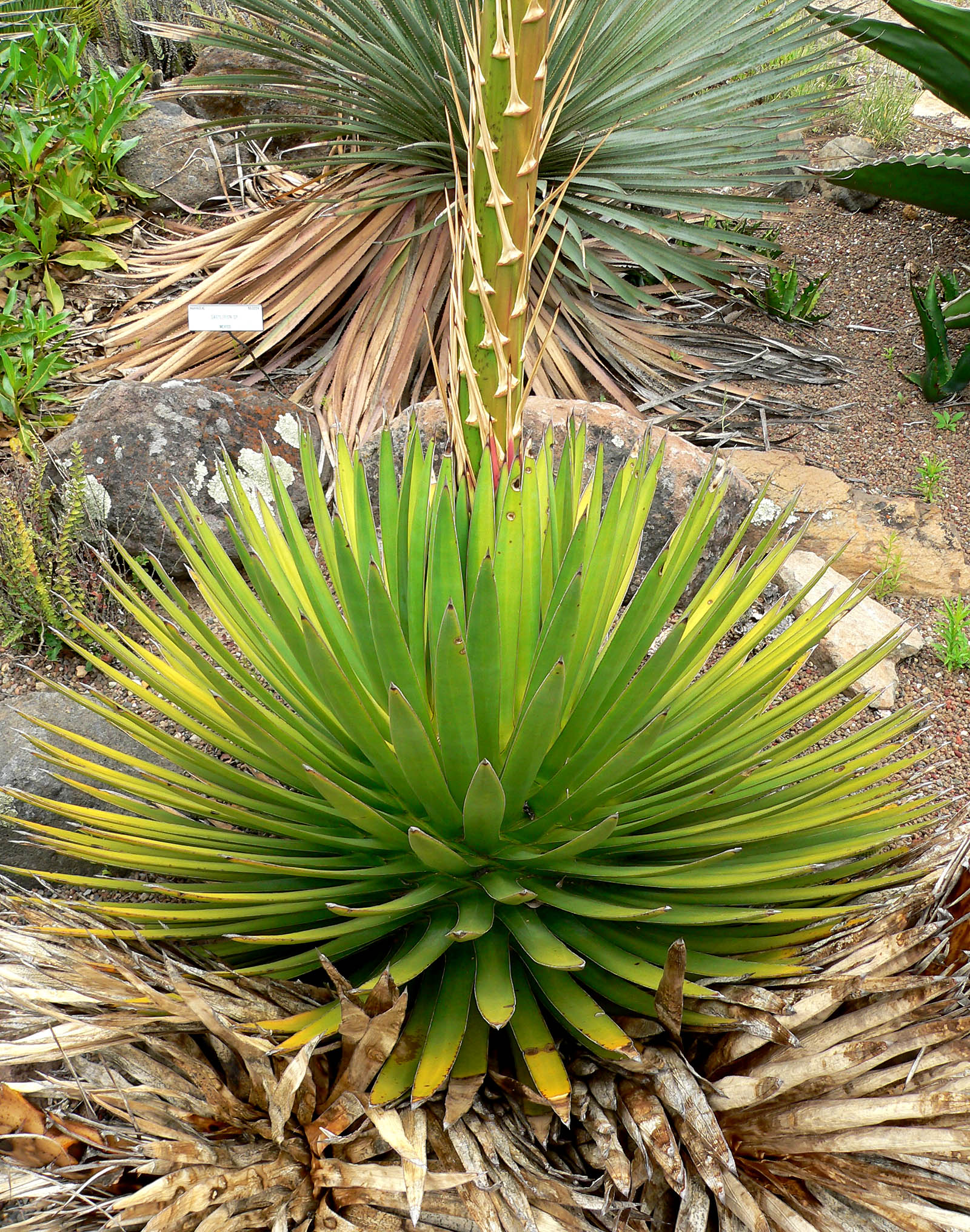
Agave ocahui
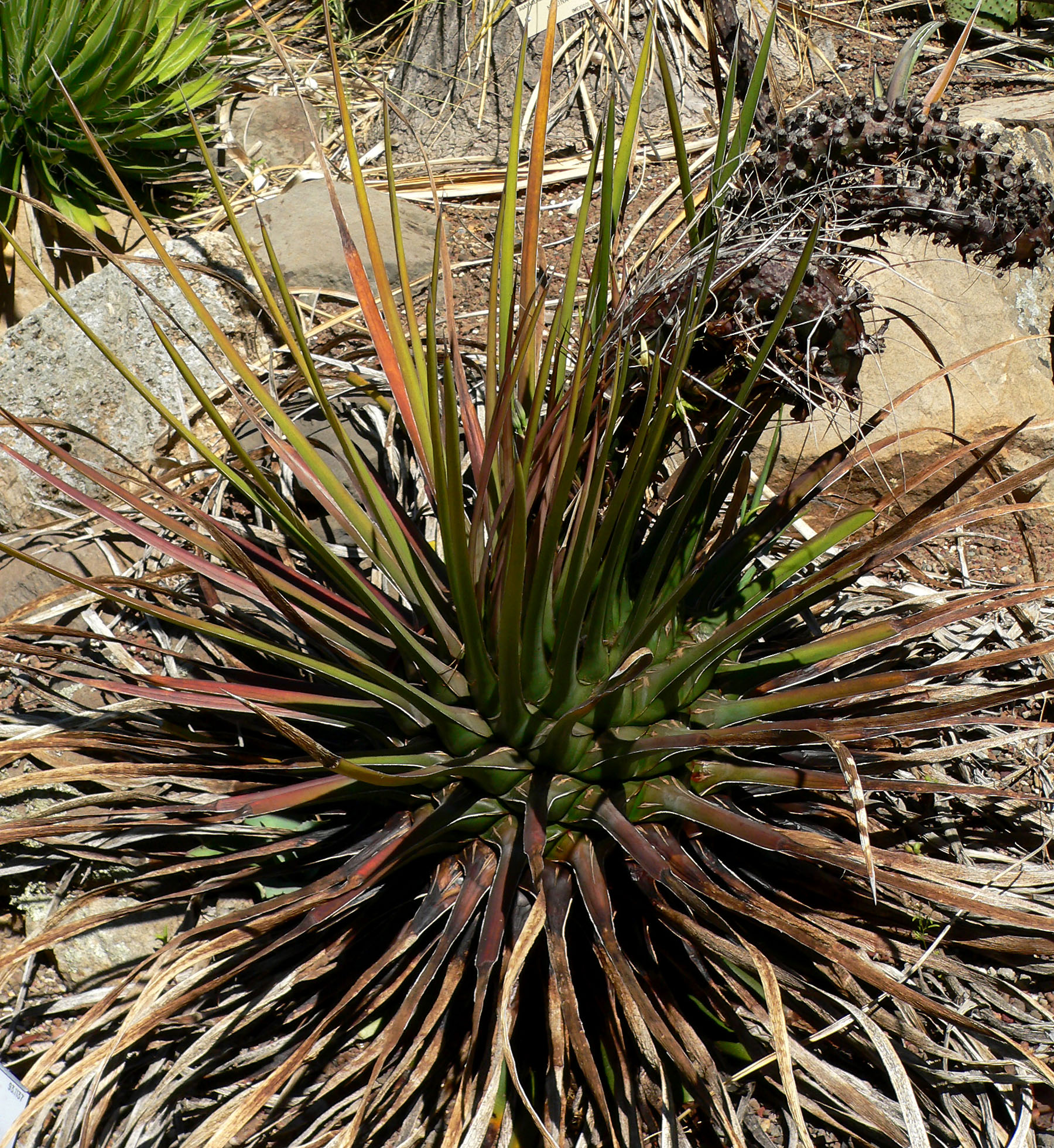
Agave ornithobroma
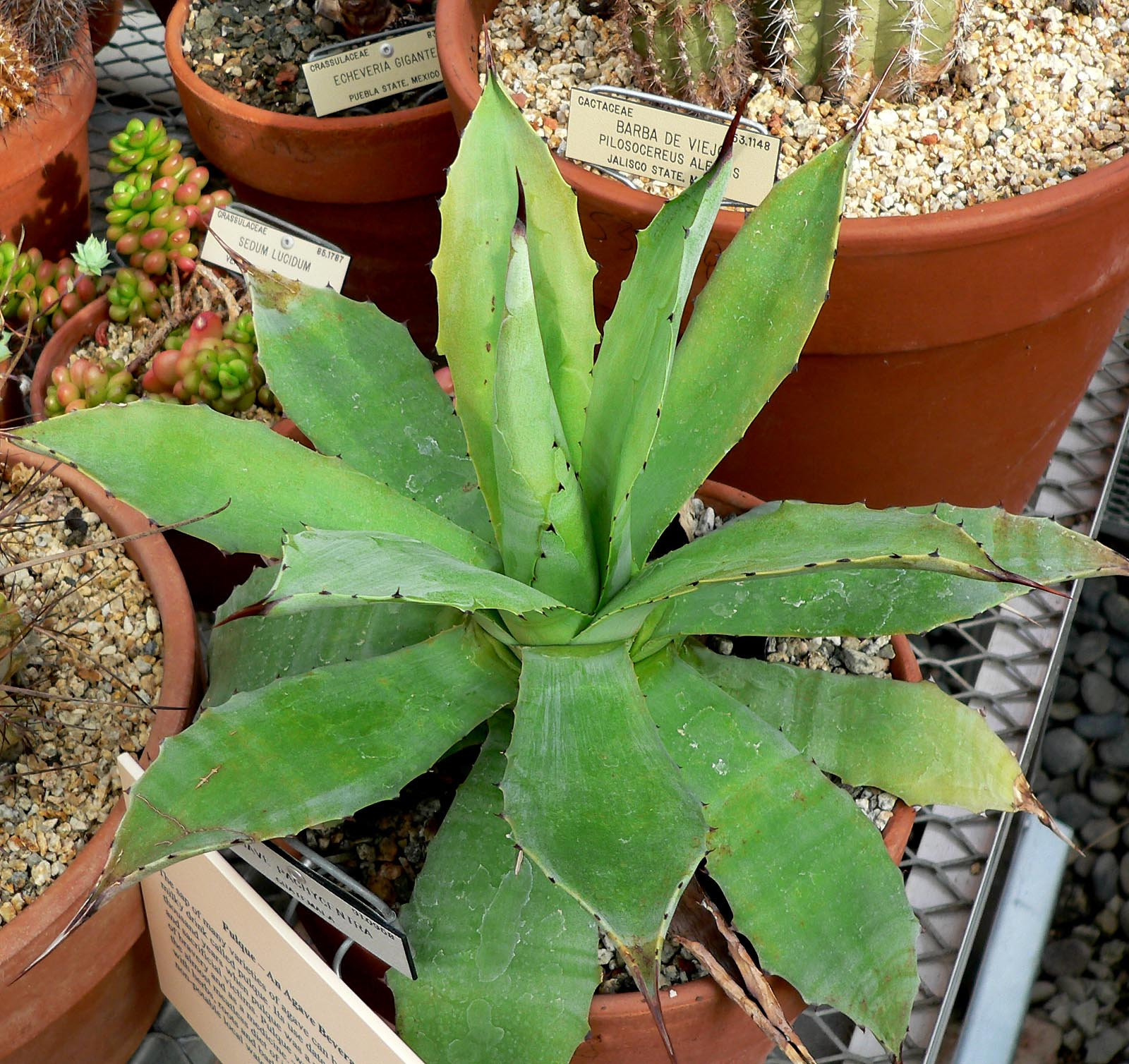
Agave pachycentra
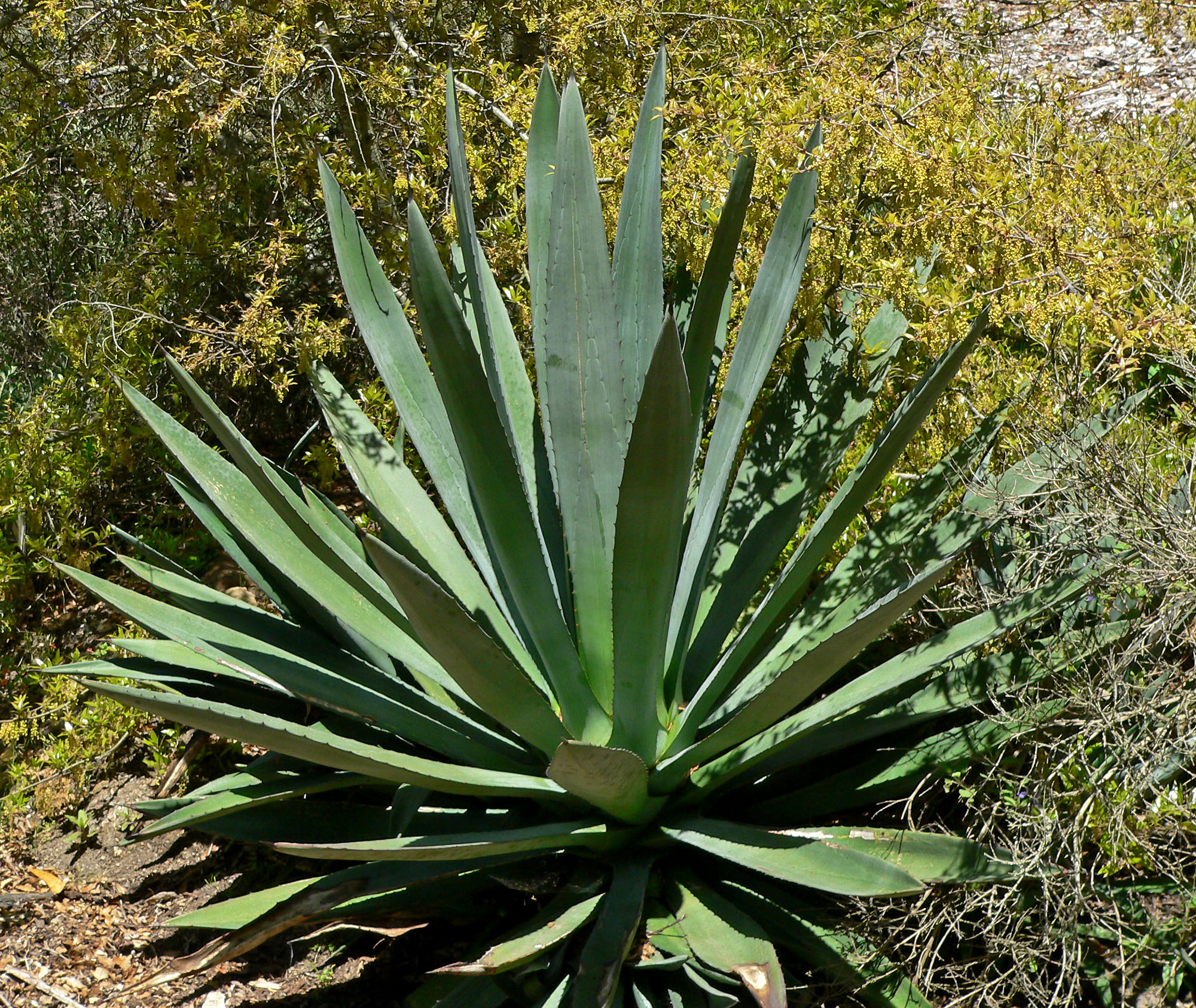
Agave pacifica
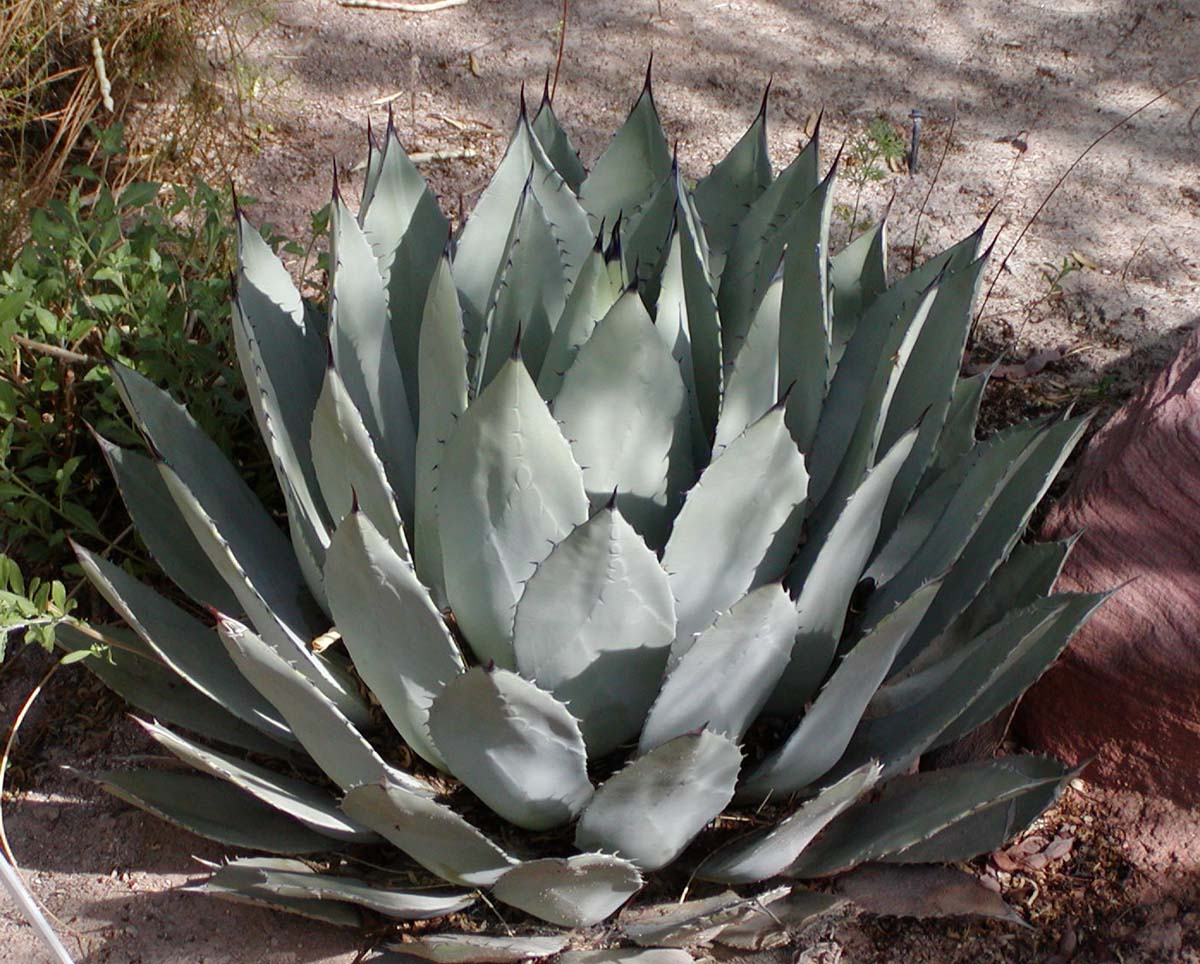
Agave palmeri
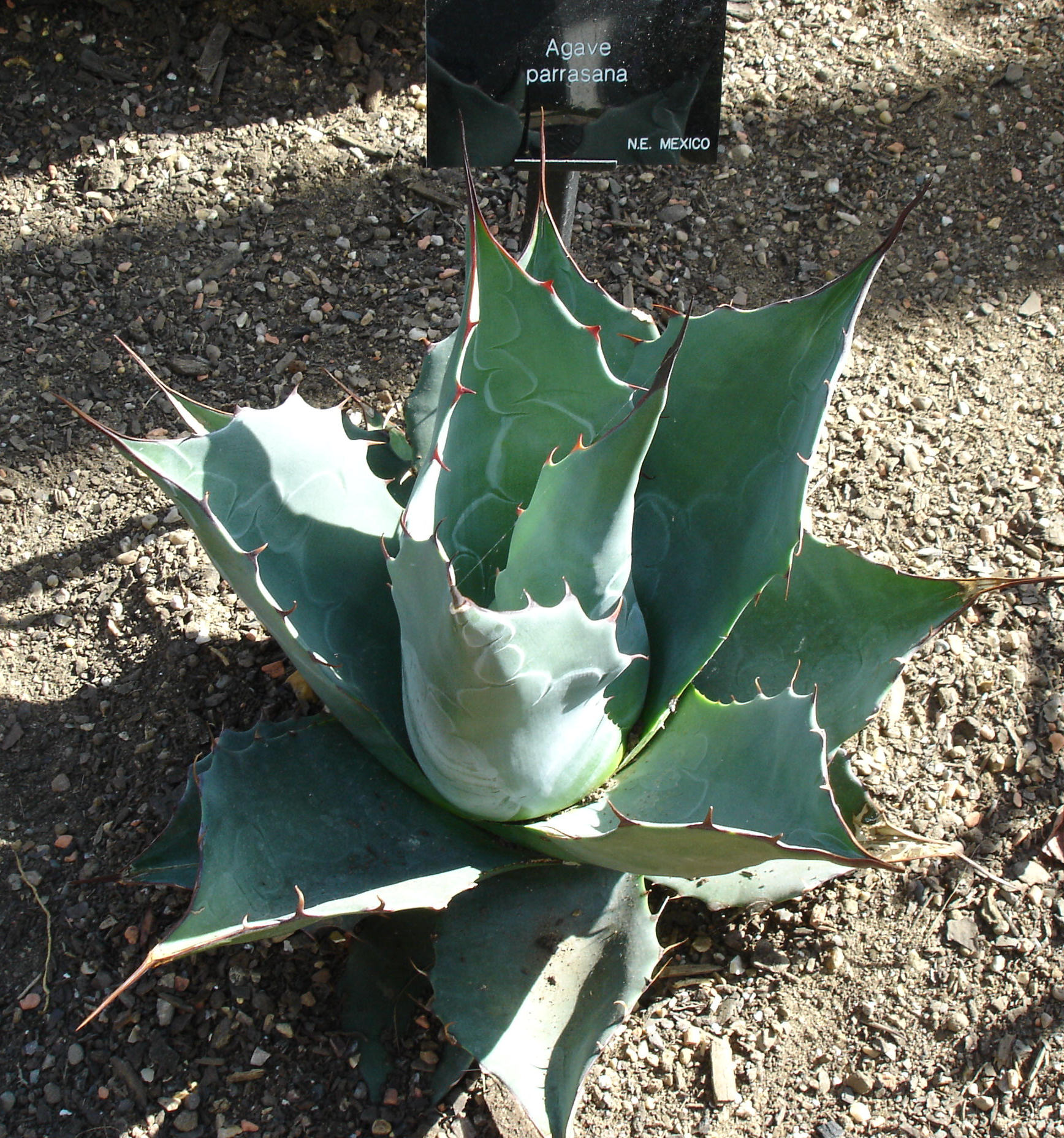
Agave parrasana
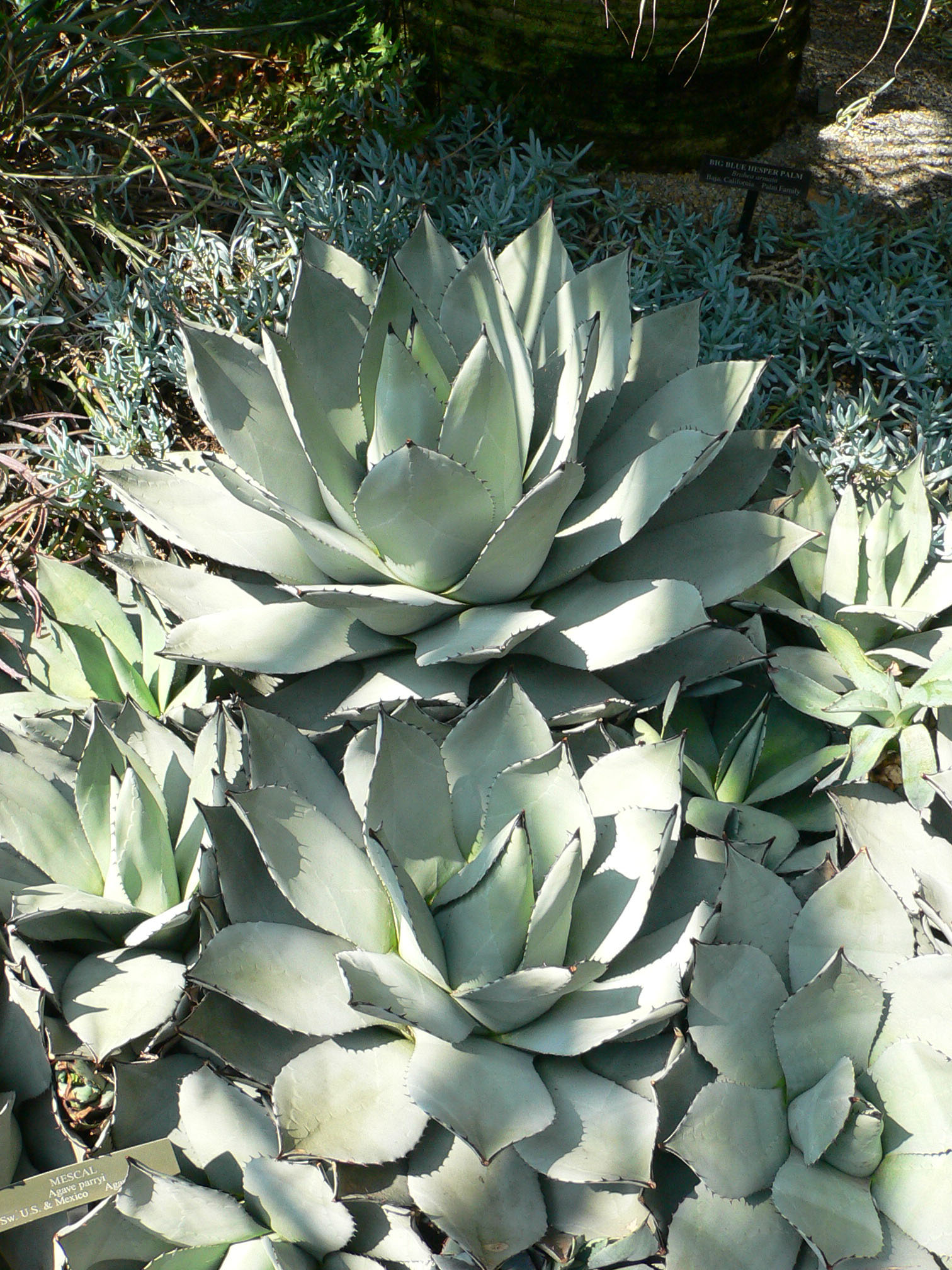
Agave parryi
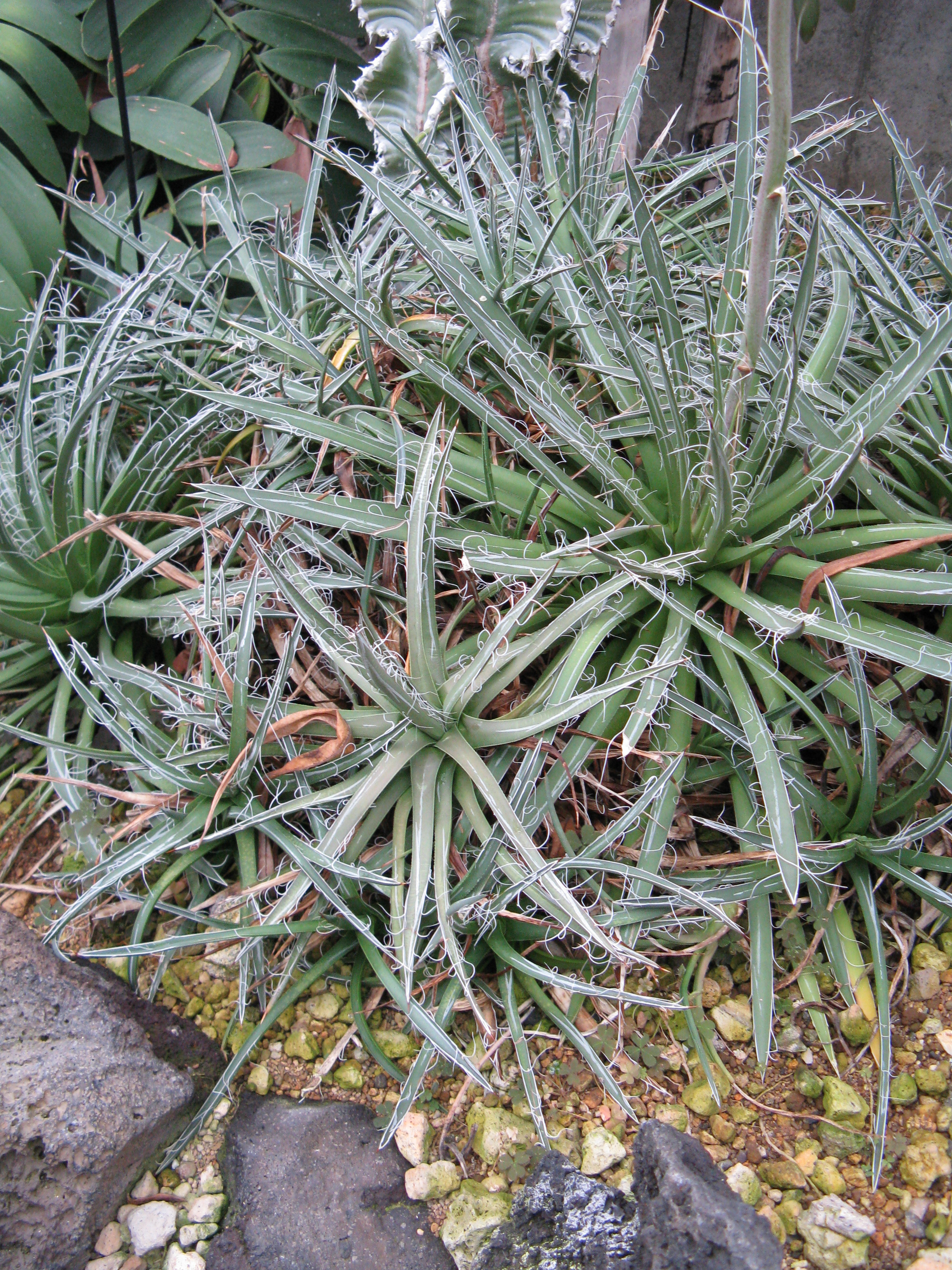
Agave parviflora
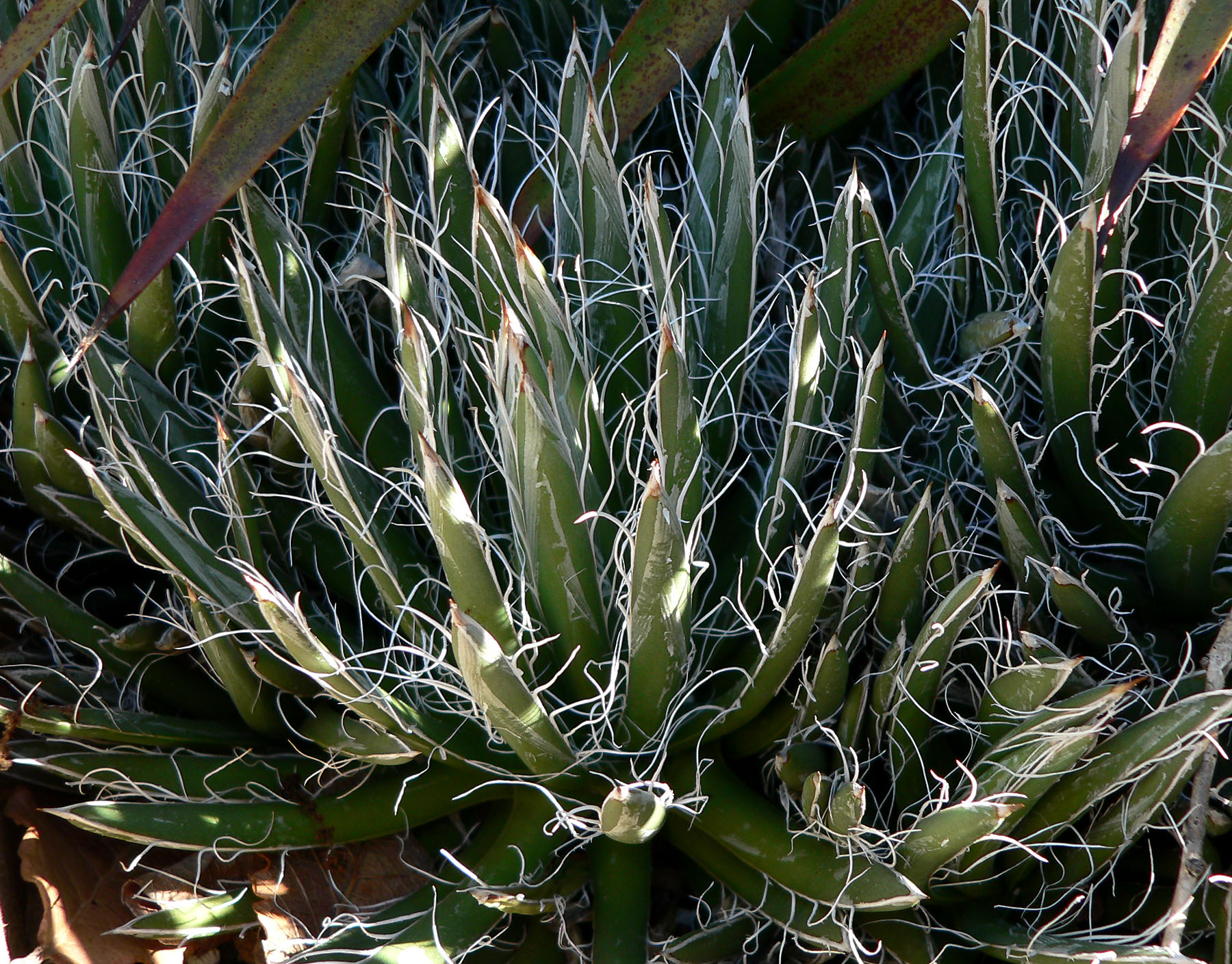
Agave polianthiflora
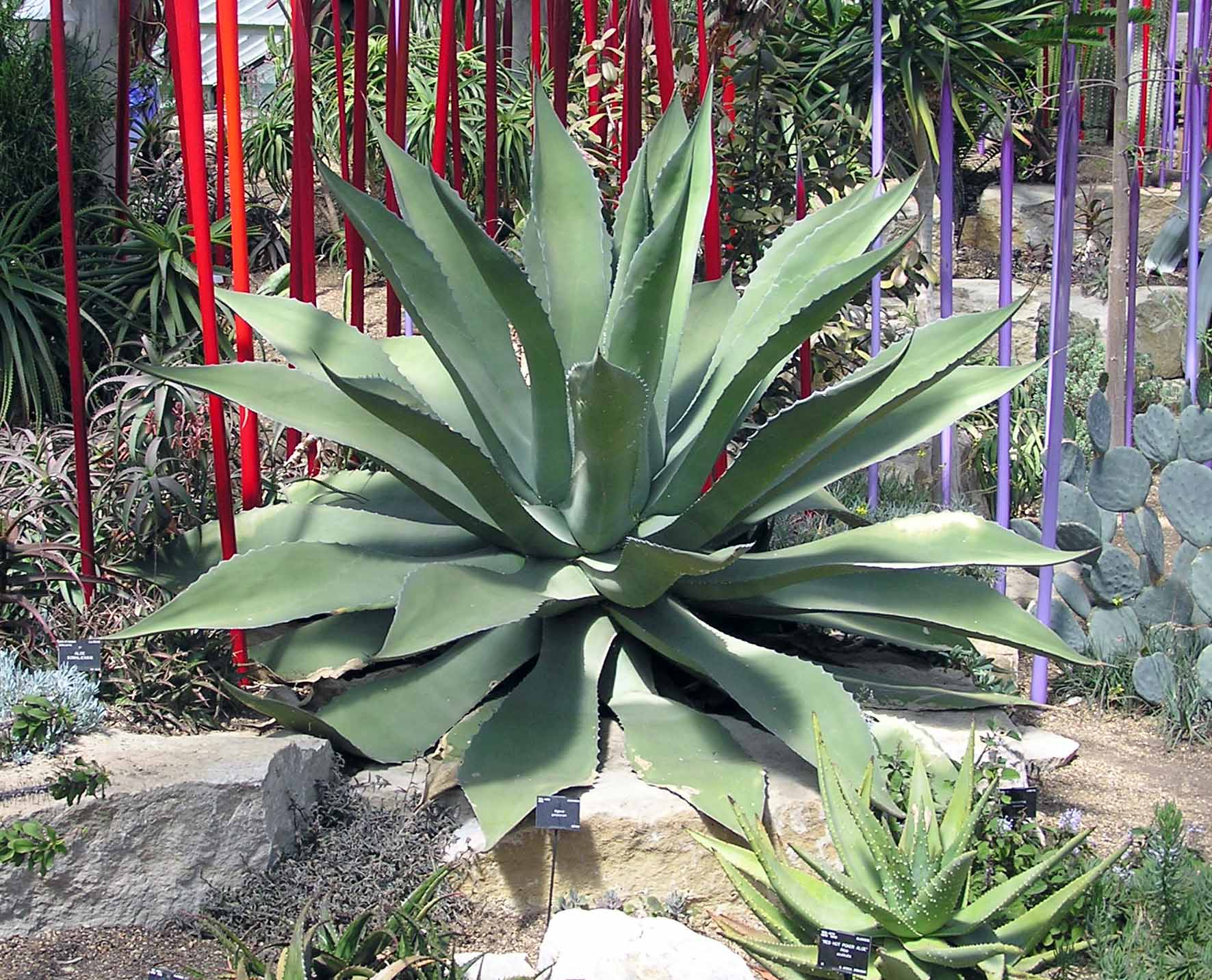
Agave potatorum
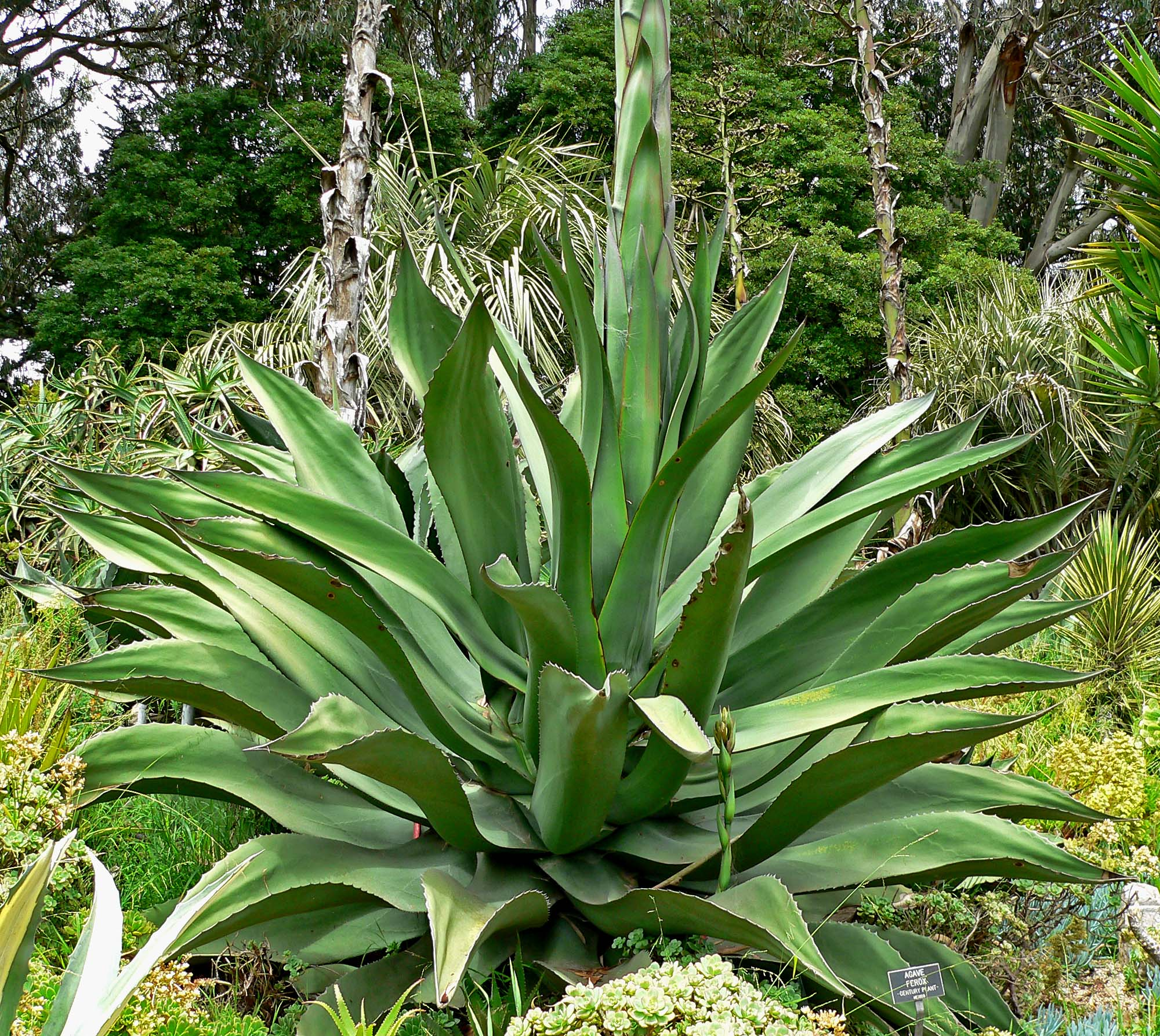
Agave salmiana
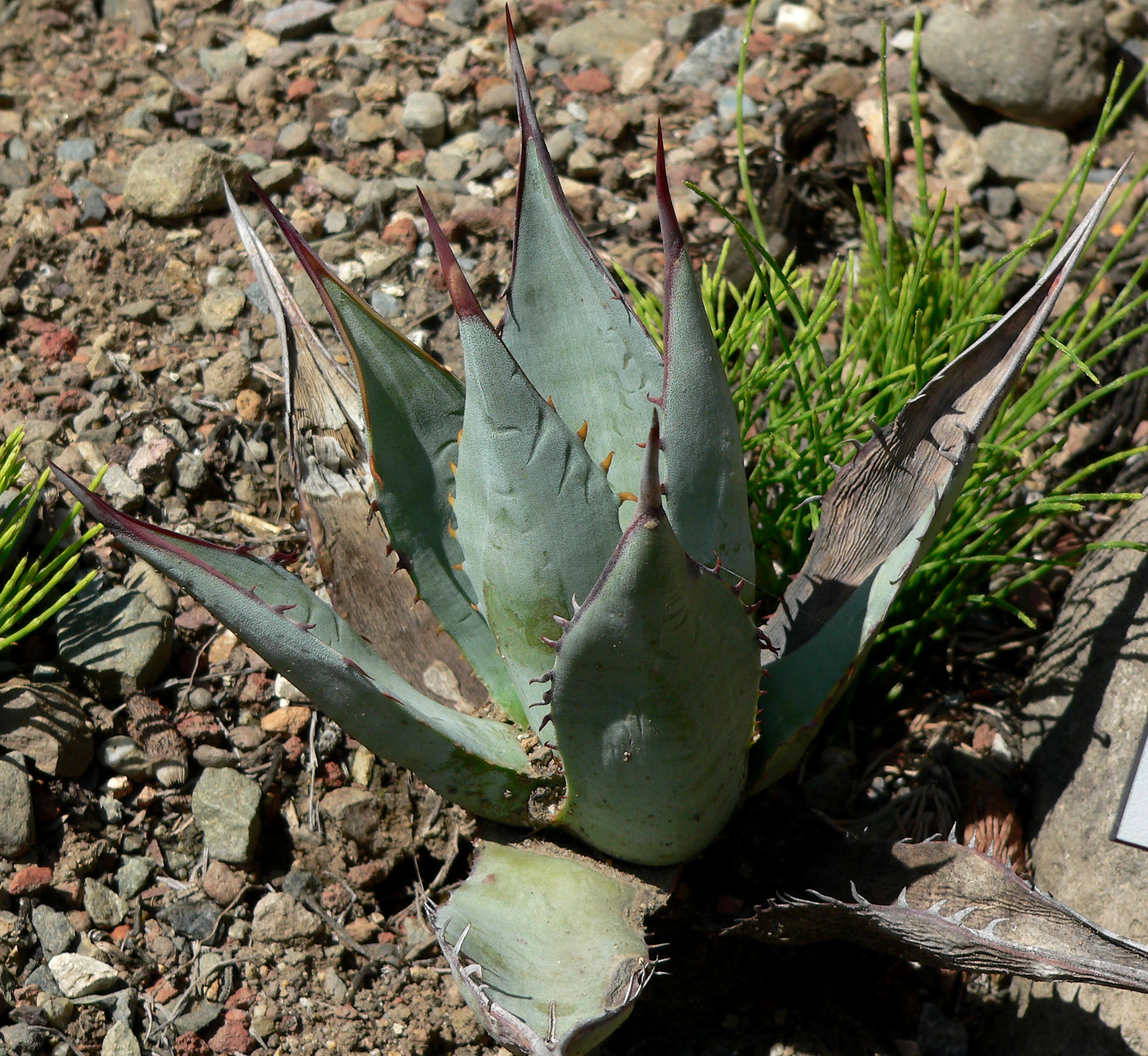
Agave sebastiana
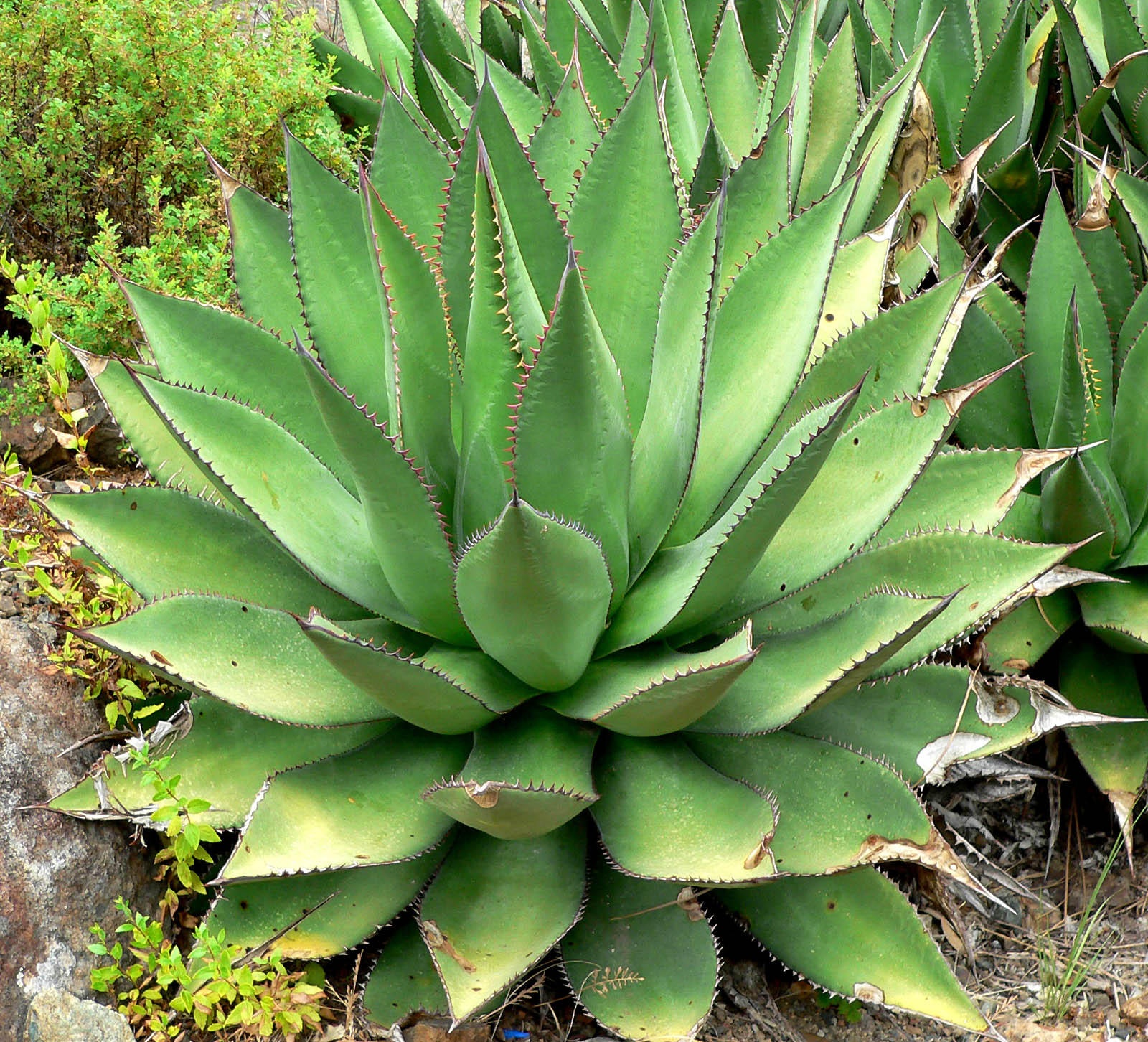
Agave shawii
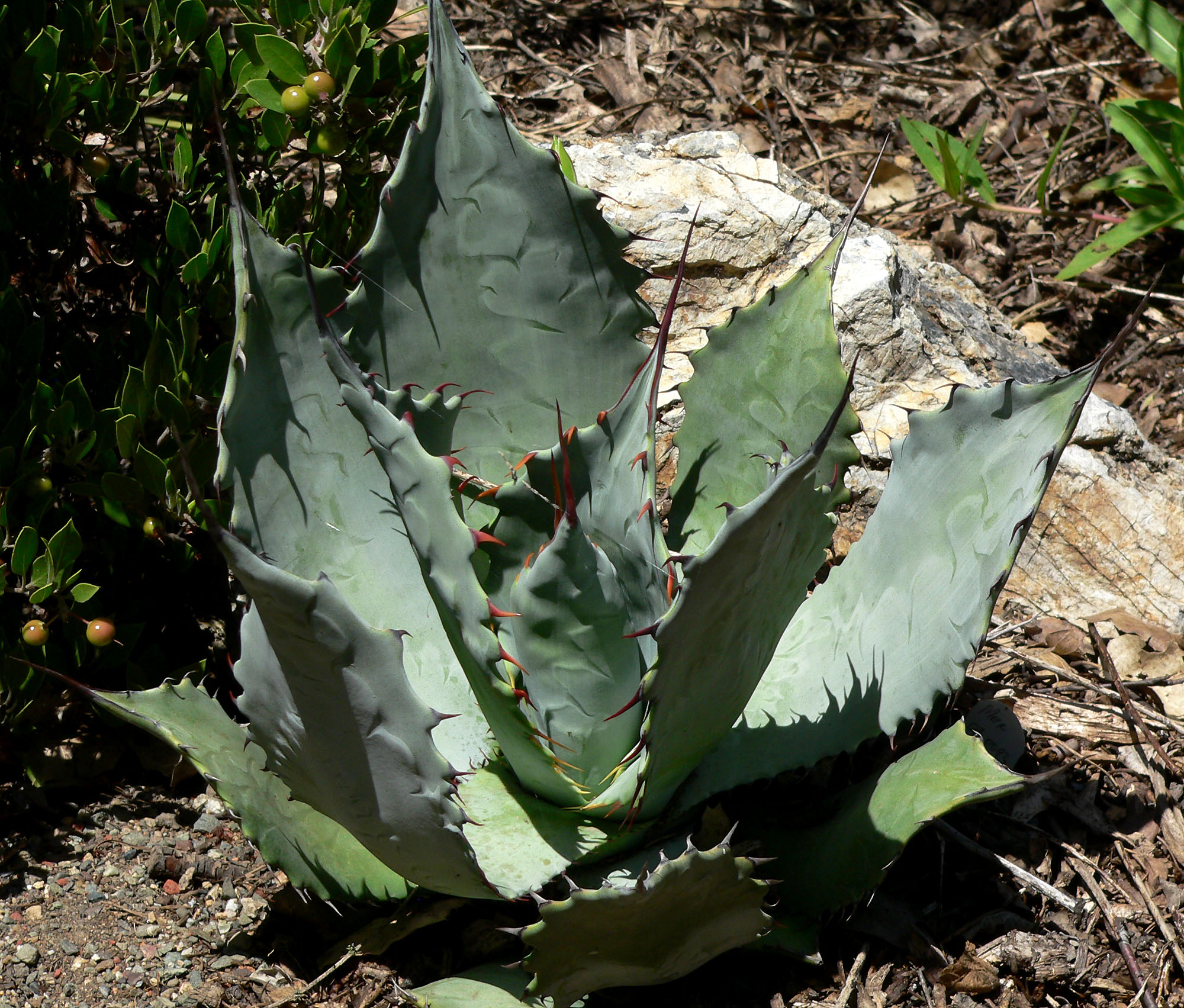
Agave shrevei
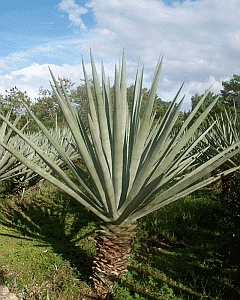
Agave sisalana
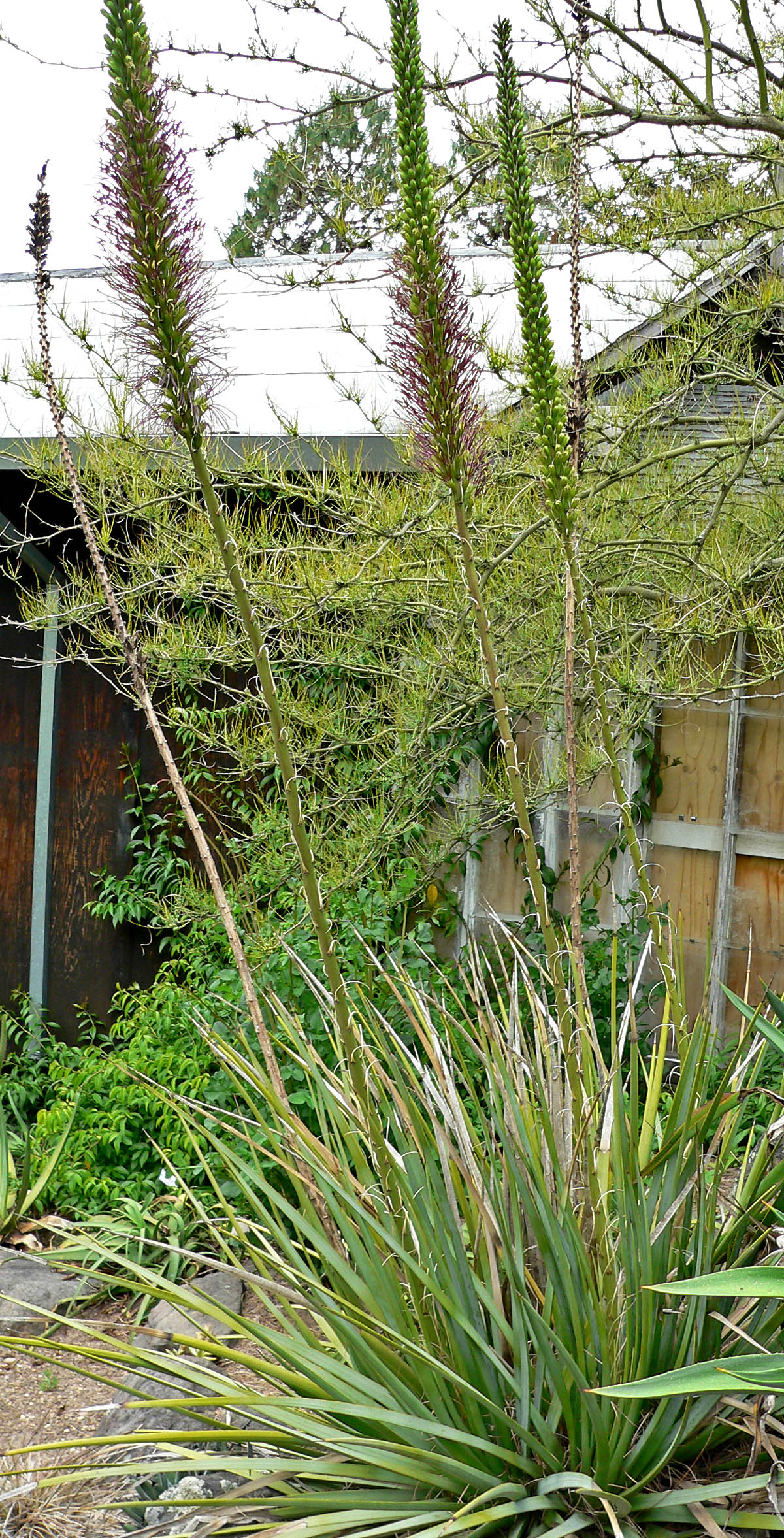
Agave striata
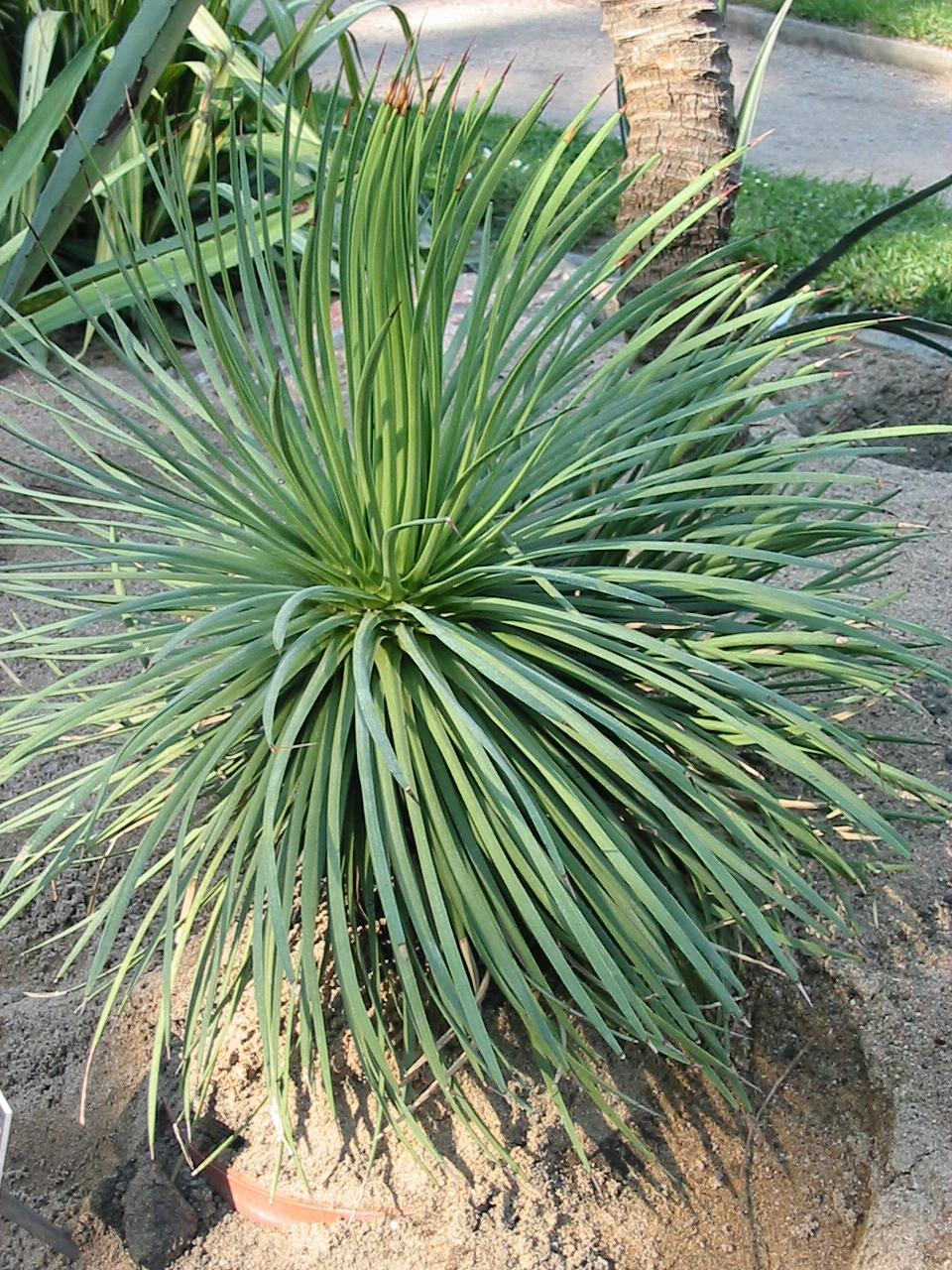
Agave stricta
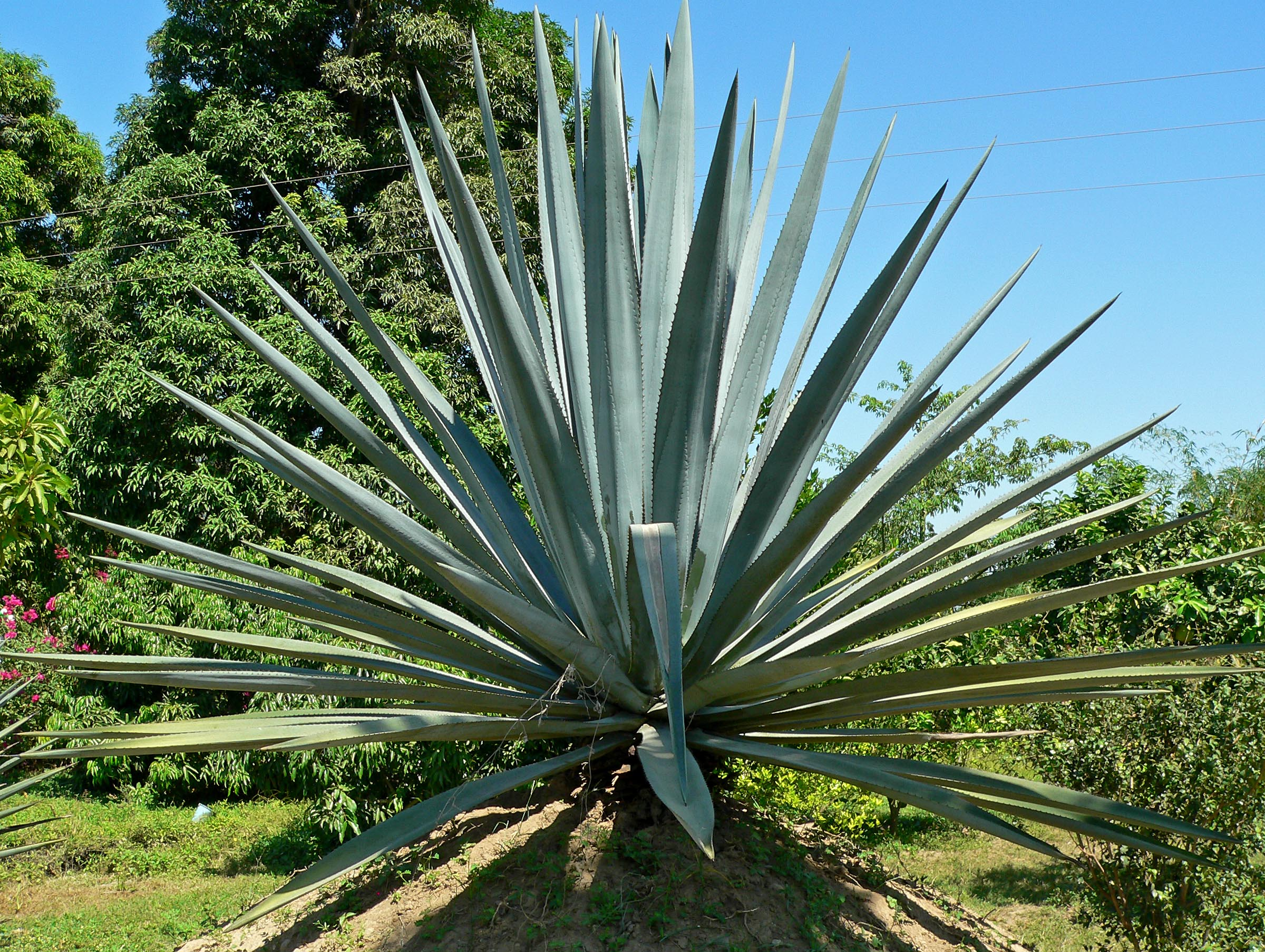
Agave tequilana
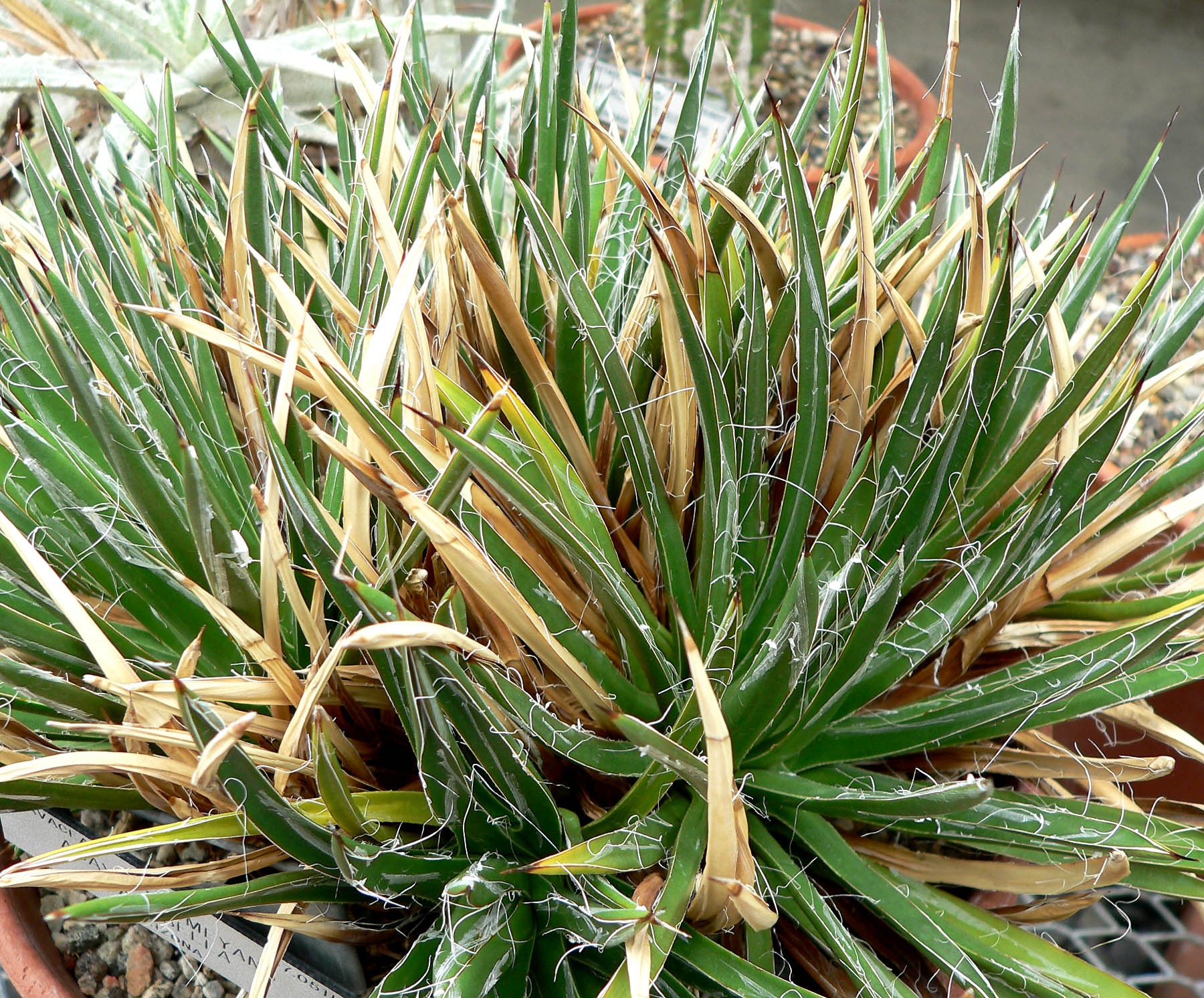
Agave toumeyana
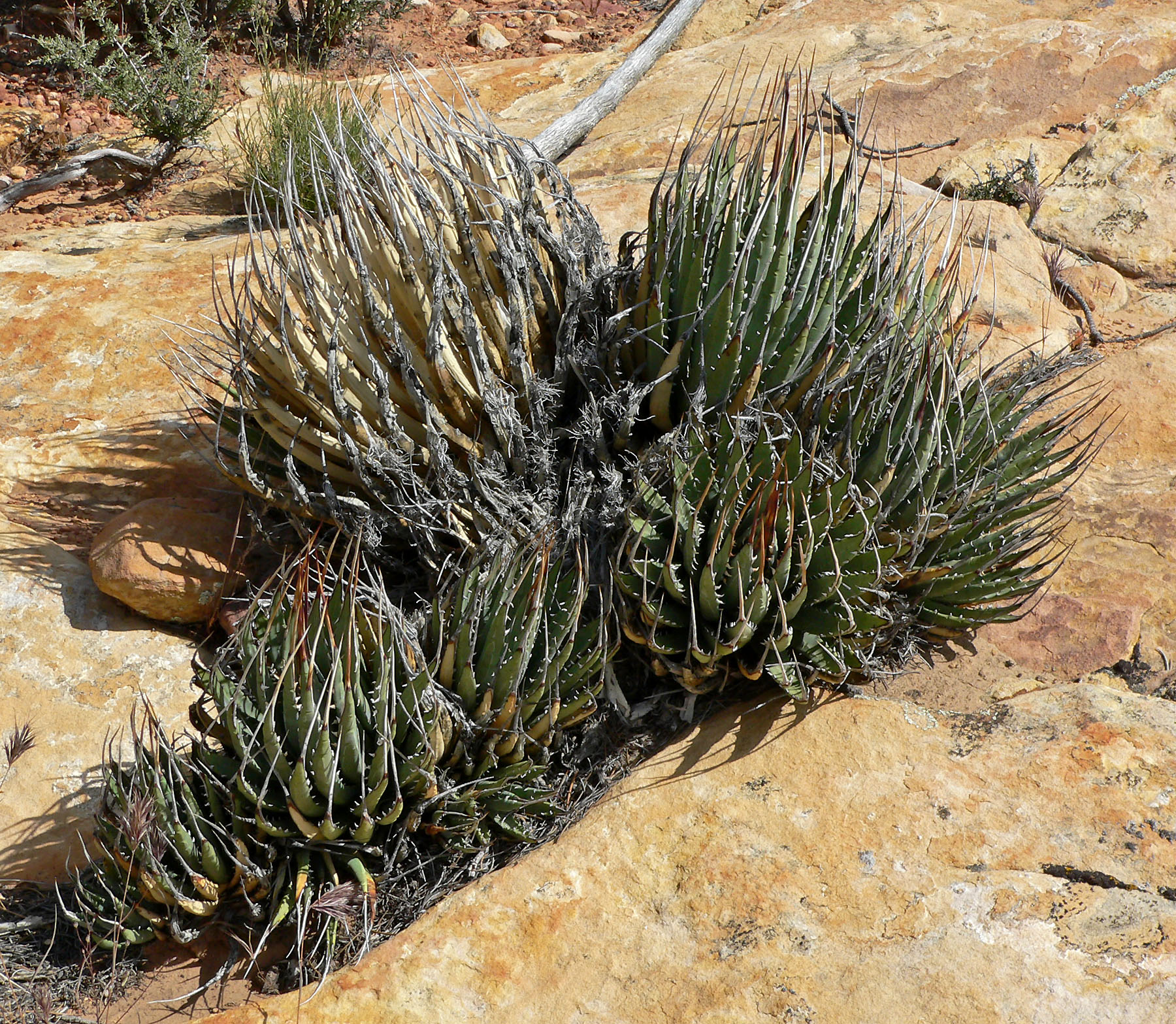
Agave utahensis
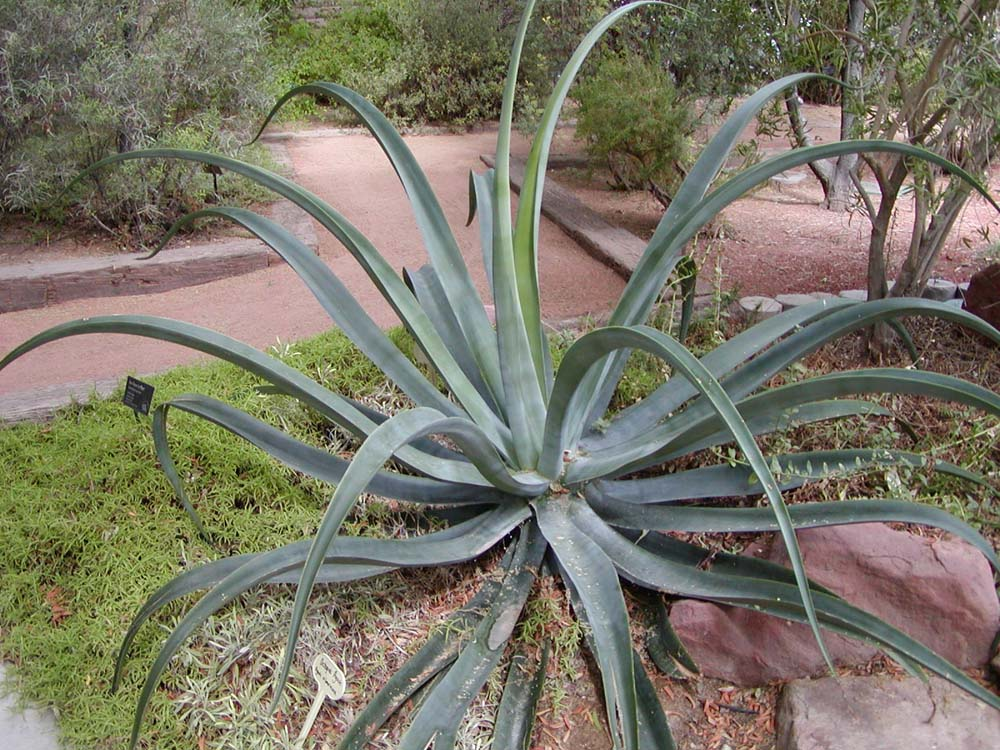
Agave vilmoriniana
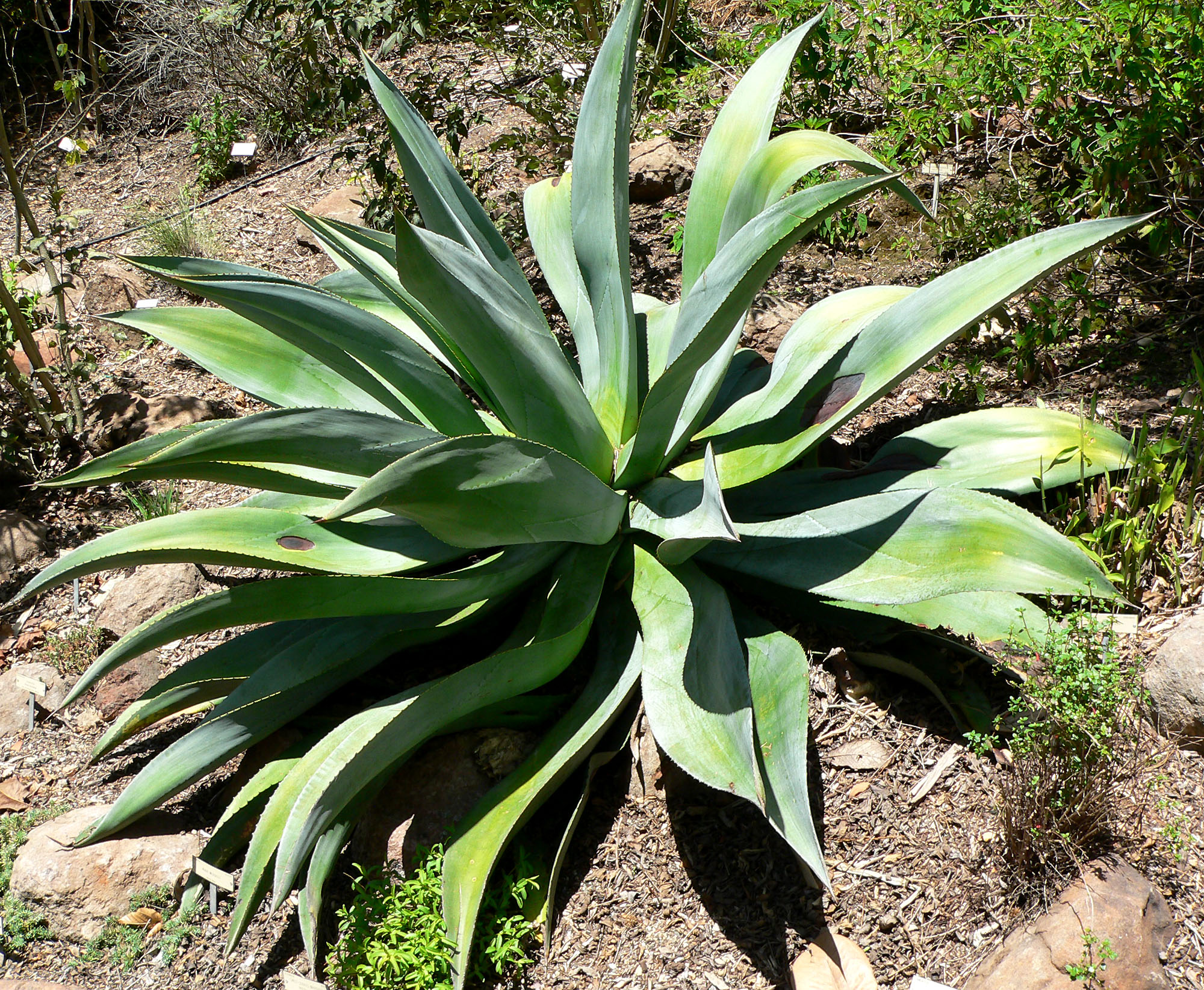
Agave wercklei
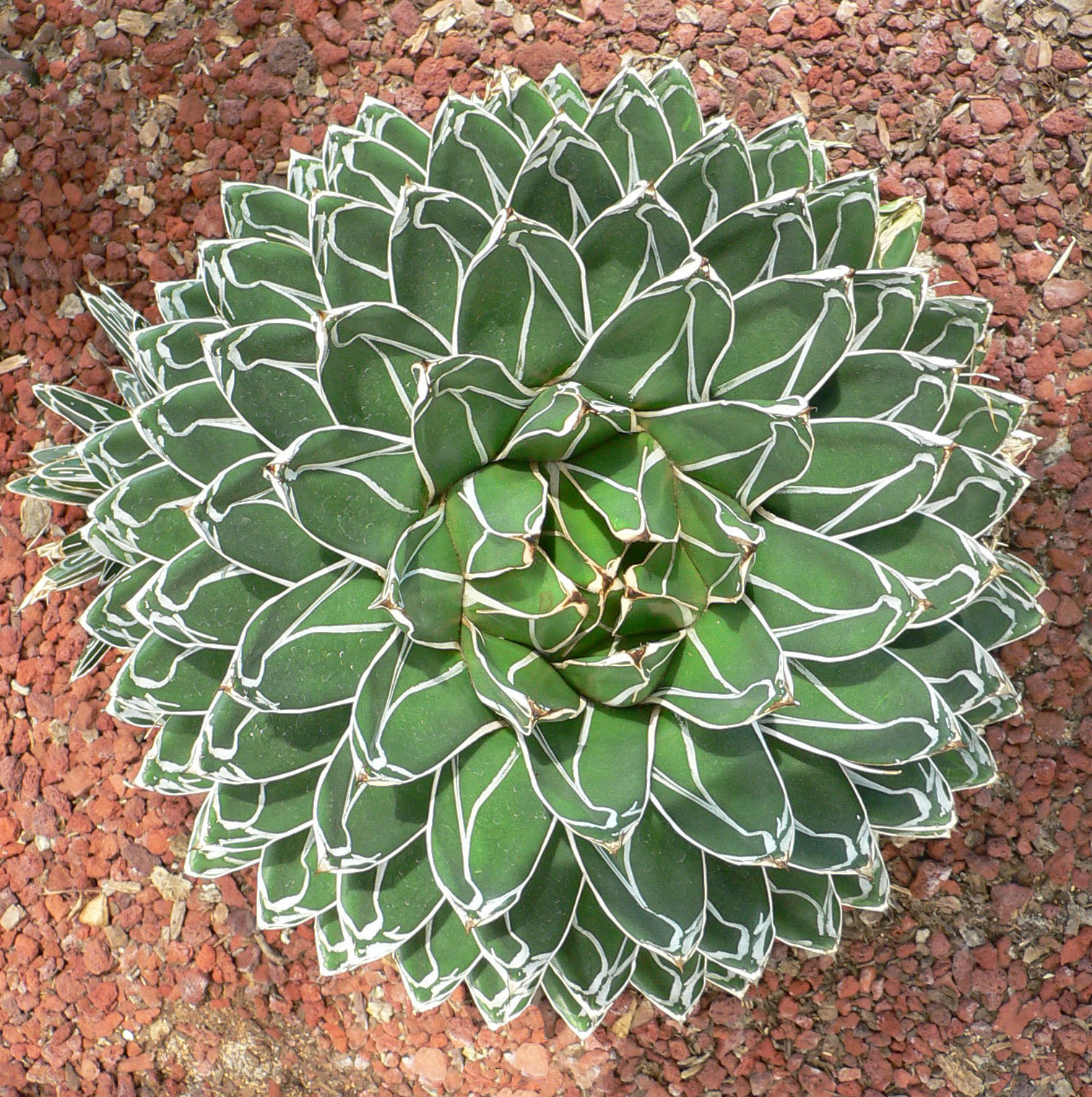
Agave victoriae-reginae
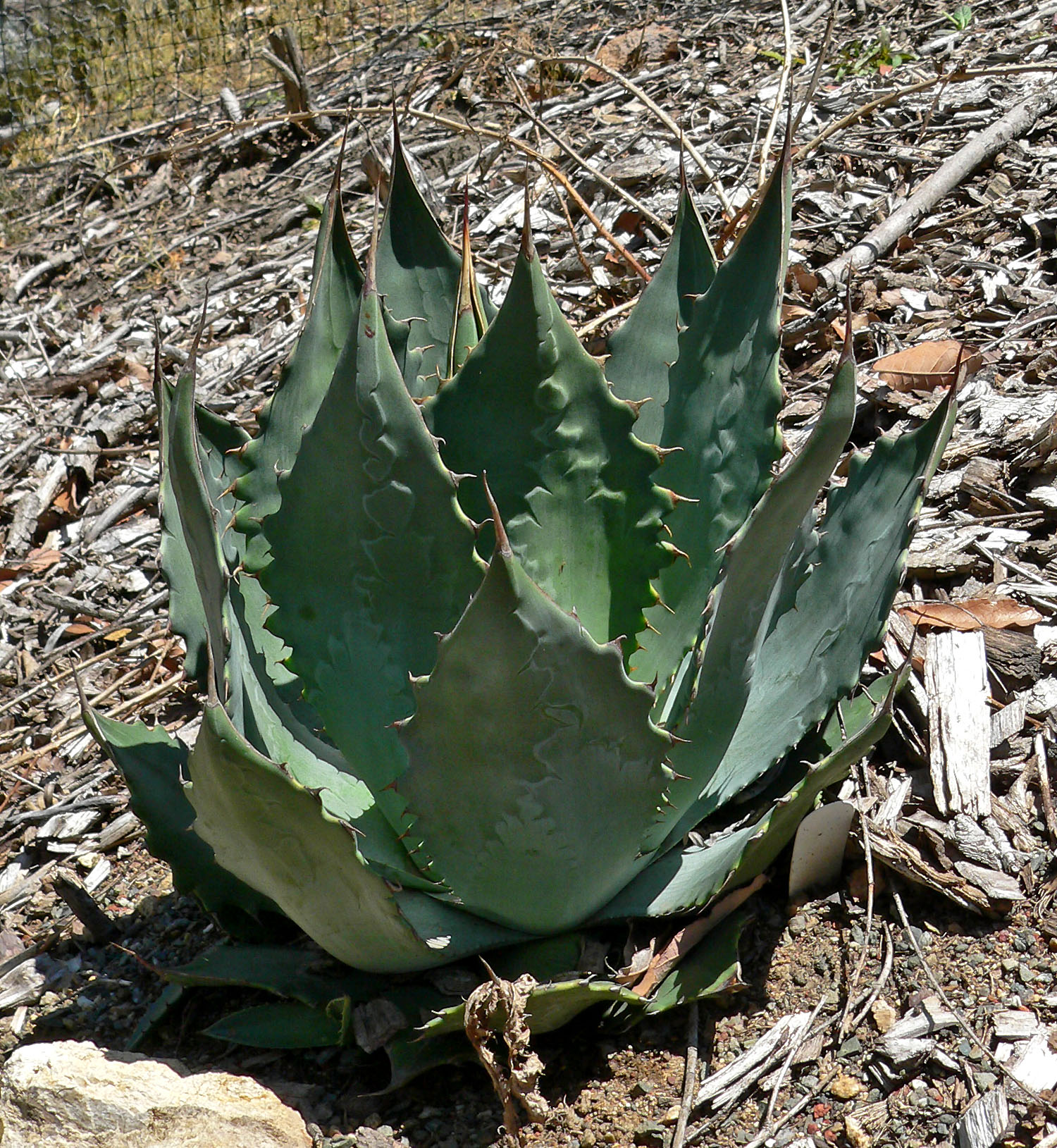
Agave wocomahi
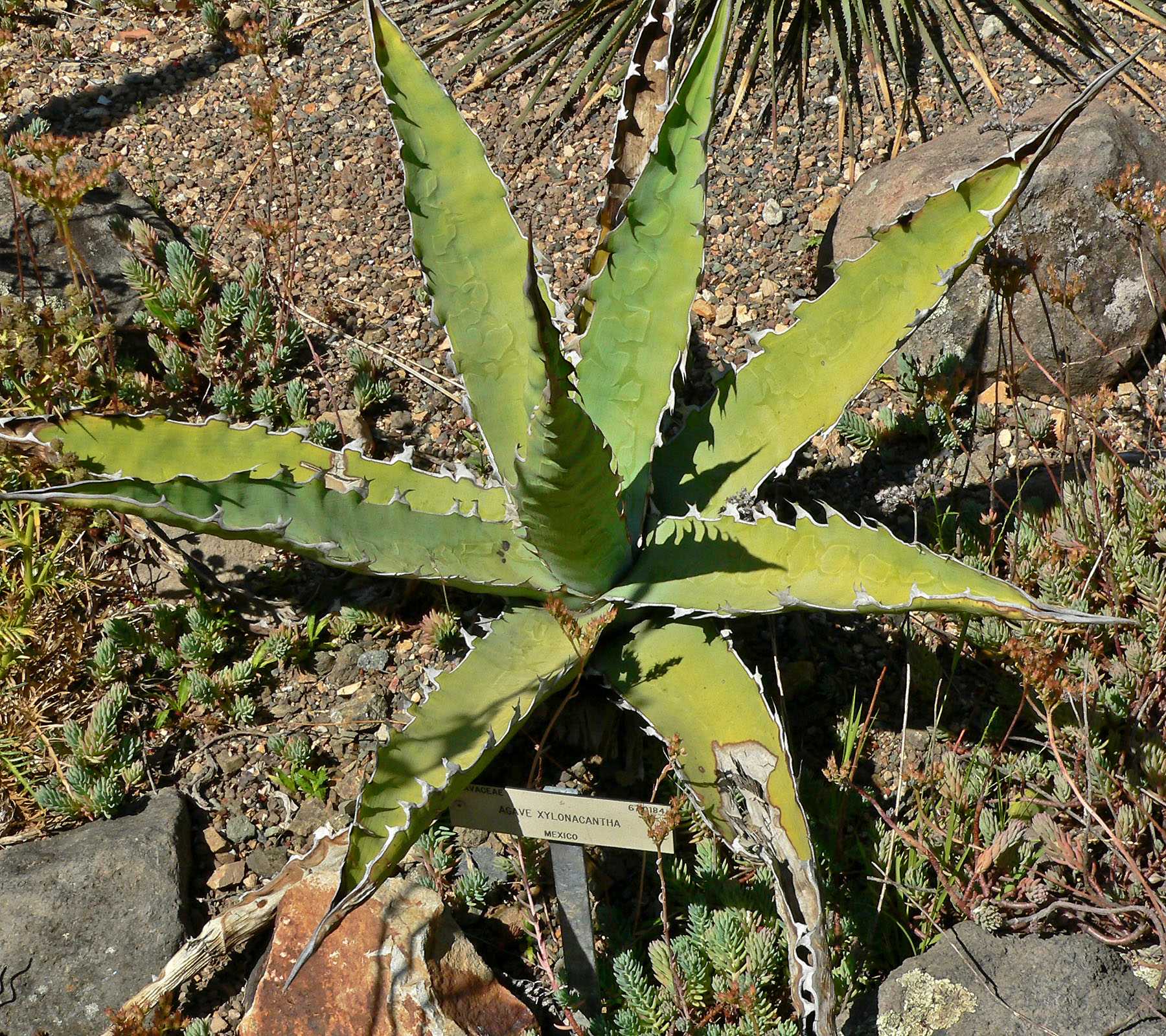
Agave xylonacantha
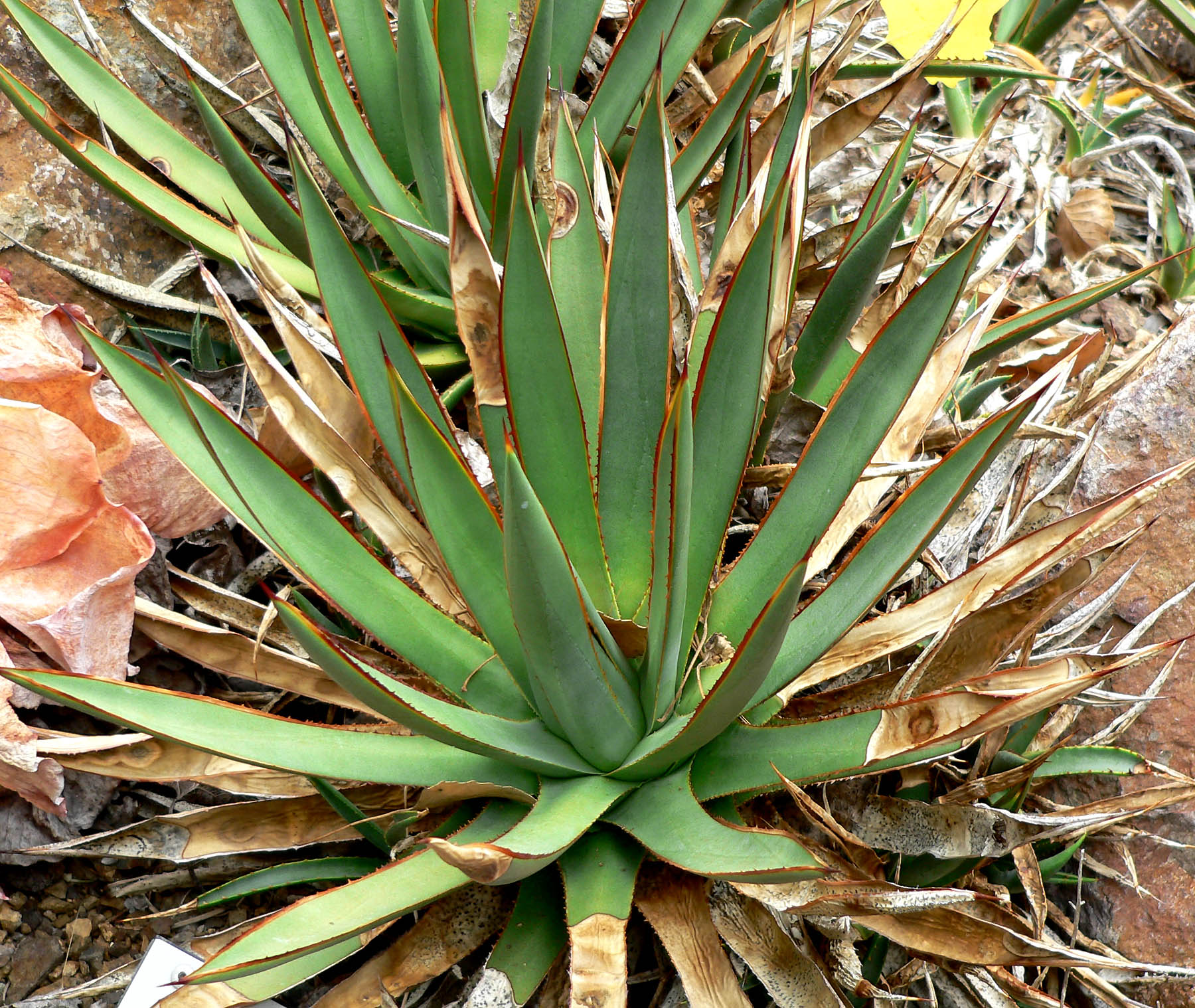
Agave ×arizonica